# Échirolles
Échirolles est une commune française située dans le département de l'Isère, en région Auvergne-Rhône-Alpes.
La commune compte 36 708 habitants au 1er janvier 2022, se positionnant avec Saint-Martin-d'Hères comme l'une des deux principales villes de la banlieue de Grenoble, au sud de celle-ci. C'est une ville à fort caractère urbain, dont un centre n'a été développé que vers la fin du XXe siècle.
Ses habitants sont appelés les Échirollois.

## Géographie

### Situation
Échirolles est située dans le Sud-Est de la France dans le département de l'Isère, à 70 km de la frontière italienne, au sud du sillon alpin.
Ce territoire se positionne dans la partie sud de l'agglomération grenobloise, entre le Drac, principal affluent de l'Isère qui borde les falaises du massif du Vercors (situées à l'ouest) et les premiers contreforts de modestes reliefs situés en avant poste de la chaîne de Belledonne (au sud et au sud-est).
Le centre d'Échirolles (où se trouve l’hôtel de ville) est situé, par la route, à environ 7 km du centre de Grenoble, préfecture du département de l'Isère, à 109 km de Lyon, préfecture de la région Auvergne-Rhône-Alpes, à 312 km de Marseille et 578 km de Paris.

### Description
La majeure partie du territoire communal est fortement urbanisée et accueille la quasi-totalité de la population urbaine dans un ensemble architectural assez hétéroclite, composé essentiellement de villas de taille modeste, de maisons rurales, notamment dans la partie méridionale du territoire, ainsi que de nombreuses barres d'immeubles à la dimension et à la hauteur plus ou moins variées (comportant généralement entre cinq et dix-huit étages), majoritairement implantées dans la partie septentrionale de la commune (secteur de la Villeneuve d'Échirolles).
Dans sa partie la plus méridionale, dénommée « frange verte » par la mairie et qui est non urbanisée, le territoire échirollois est constitué de forêts, sillonné de nombreux sentiers menant vers le plateau de Champagnier. Cet espace de verdure a été menacé par un projet de carrière dans les années 1970, celle-ci devant notamment fournir des matériaux destinés à l'extension du réseau routier ; il a été épargné à la suite de la mobilisation de la population locale et des associations naturalistes.

### Relief et géologie

La cuvette grenobloise.

À l'instar de la plupart des zones urbanisées des communes de la cuvette grenobloise reposant sur une zone alluvionnaire formée par les sédiments déposés par l'Isère et le Drac au fil des millénaires, le relief du territoire échirollois est relativement plat. La commune est toutefois située entre deux massifs montagneux, la chaîne de Belledonne vers le sud-est et le plateau du Vercors à l'ouest.
La fonte du glacier de l'Isère, il y a environ vingt-cinq mille ans, entraîne la présence d'un lac pendant plus de dix mille ans, avec ses alluvions lacustres würmiennes. La disparition progressive de ce lac n'en a pas moins laissé un nombre très important de petits cours d'eau dans la plaine nouvellement émergée. Ainsi, avant le XVIIe siècle, le Drac n'était pas canalisé et rejoignait l'Isère par de nombreux méandres vers l'actuel pont de la Porte de France, à proximité du centre-ville de Grenoble, le reste de la plaine, soumis aux inondations fréquentes se partageait entre marais, cultures et modestes pâturages.

### Hydrographie
Le Drac, un affluent de l'Isère, borde la partie ouest de la commune. Son cours le sépare du territoire voisin de Seyssins. Il forme la limite entre Échirolles et Seyssins, située sur la rive gauche du torrent.
Le Canal des cent vingt toises constitue le seul axe d'écoulement artificiel franchi par l'autoroute A481, soumis à un régime hydraulique artificiel engendré par les besoins de la microcentrale électrique du Rondeau.

### Climat
Pour des articles plus généraux, voir Climat d'Auvergne-Rhône-Alpes et Climat de l'Isère.
En 2010, le climat de la commune est de type climat des marges montargnardes, selon une étude du Centre national de la recherche scientifique s'appuyant sur une série de données couvrant la période 1971-2000. En 2020, Météo-France publie une typologie des climats de la France métropolitaine dans laquelle la commune est exposée à un climat de montagne ou de marges de montagne et est dans la région climatique Alpes du nord, caractérisée par une pluviométrie annuelle de 1 200 à 1 500 mm, irrégulièrement répartie en été.
Pour la période 1971-2000, la température annuelle moyenne est de 11,5 °C, avec une amplitude thermique annuelle de 18,9 °C. Le cumul annuel moyen de précipitations est de 1 079 mm, avec 9,5 jours de précipitations en janvier et 6,3 jours en juillet. Pour la période 1991-2020, la température moyenne annuelle observée sur la station météorologique de Météo-France la plus proche, « Chamrousse », dans la commune de Chamrousse à 13 km à vol d'oiseau et 1510 m d'altitude plus haut (soit environ 10 °C d'écart lié à la différence d'altitude), est de 5,8 °C et le cumul annuel moyen de précipitations est de 1 219,3 mm,. Pour l'avenir, les paramètres climatiques de la commune estimés pour 2050 selon différents scénarios d'émission de gaz à effet de serre sont consultables sur un site dédié publié par Météo-France en novembre 2022.

## Urbanisme

### Typologie
Au 1er janvier 2024, Échirolles est catégorisée grand centre urbain, selon la nouvelle grille communale de densité à sept niveaux définie par l'Insee en 2022.
Elle appartient à l'unité urbaine de Grenoble, une agglomération intra-départementale regroupant 38  communes, dont elle est une commune de la banlieue,,. Par ailleurs la commune fait partie de l'aire d'attraction de Grenoble, dont elle est une commune du pôle principal,. Cette aire, qui regroupe 204 communes, est catégorisée dans les aires de 700 000 habitants ou plus (hors Paris),.

### Occupation des sols
L'occupation des sols de la commune, telle qu'elle ressort de la base de données européenne d’occupation biophysique des sols Corine Land Cover (CLC), est marquée par l'importance des territoires artificialisés (88 % en 2018), une proportion sensiblement équivalente à celle de 1990 (87,8 %). La répartition détaillée en 2018 est la suivante : 
zones urbanisées (44,9 %), zones industrielles ou commerciales et réseaux de communication (39,9 %), forêts (10,9 %), espaces verts artificialisés, non agricoles (3,2 %), eaux continentales (1,1 %). L'évolution de l’occupation des sols de la commune et de ses infrastructures peut être observée sur les différentes représentations cartographiques du territoire : la carte de Cassini (XVIIIe siècle), la carte d'état-major (1820-1866) et les cartes ou photos aériennes de l'IGN pour la période actuelle (1950 à aujourd'hui).

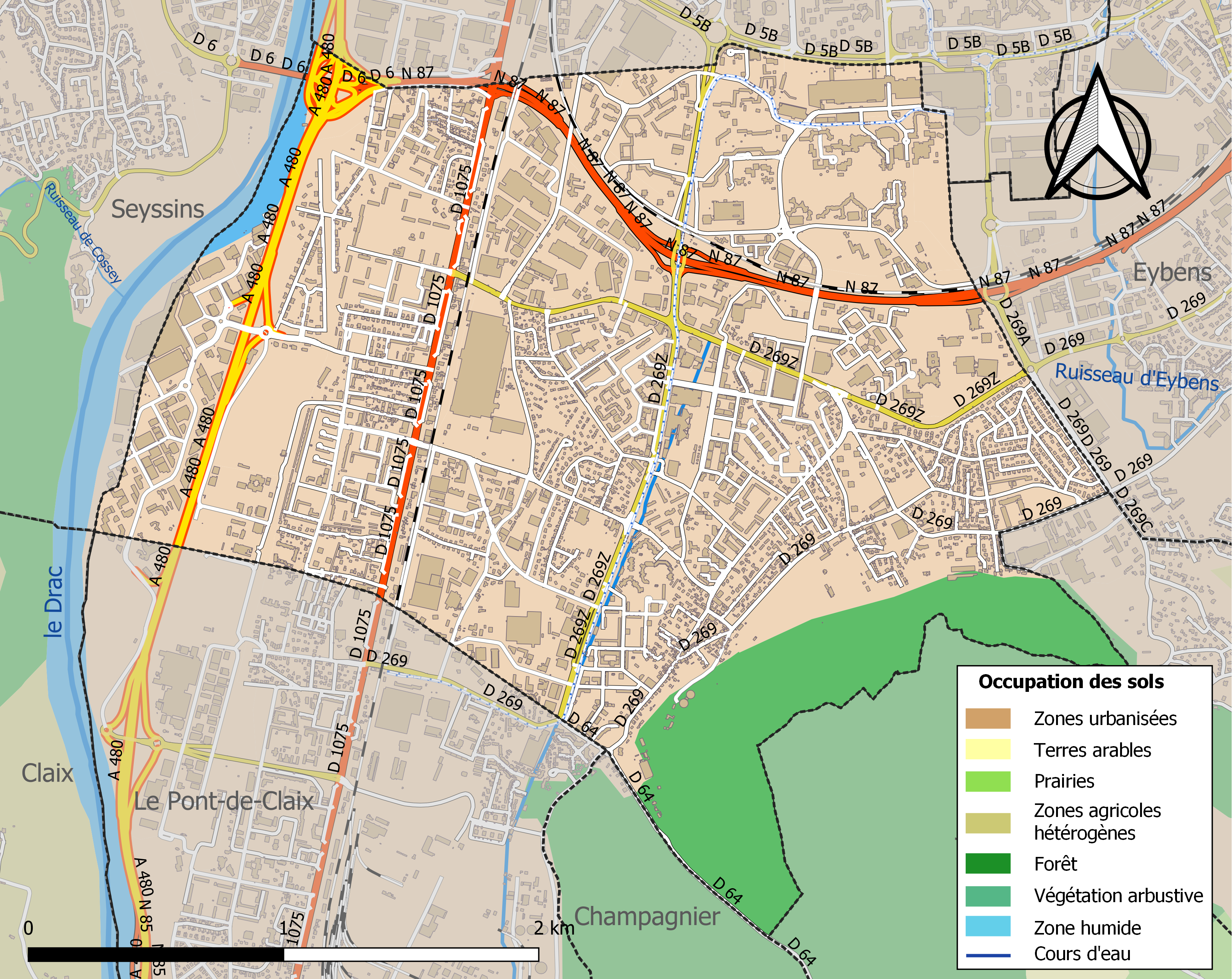
Carte des infrastructures et de l'occupation des sols de la commune en 2018 (CLC).

### Morphologie urbaine

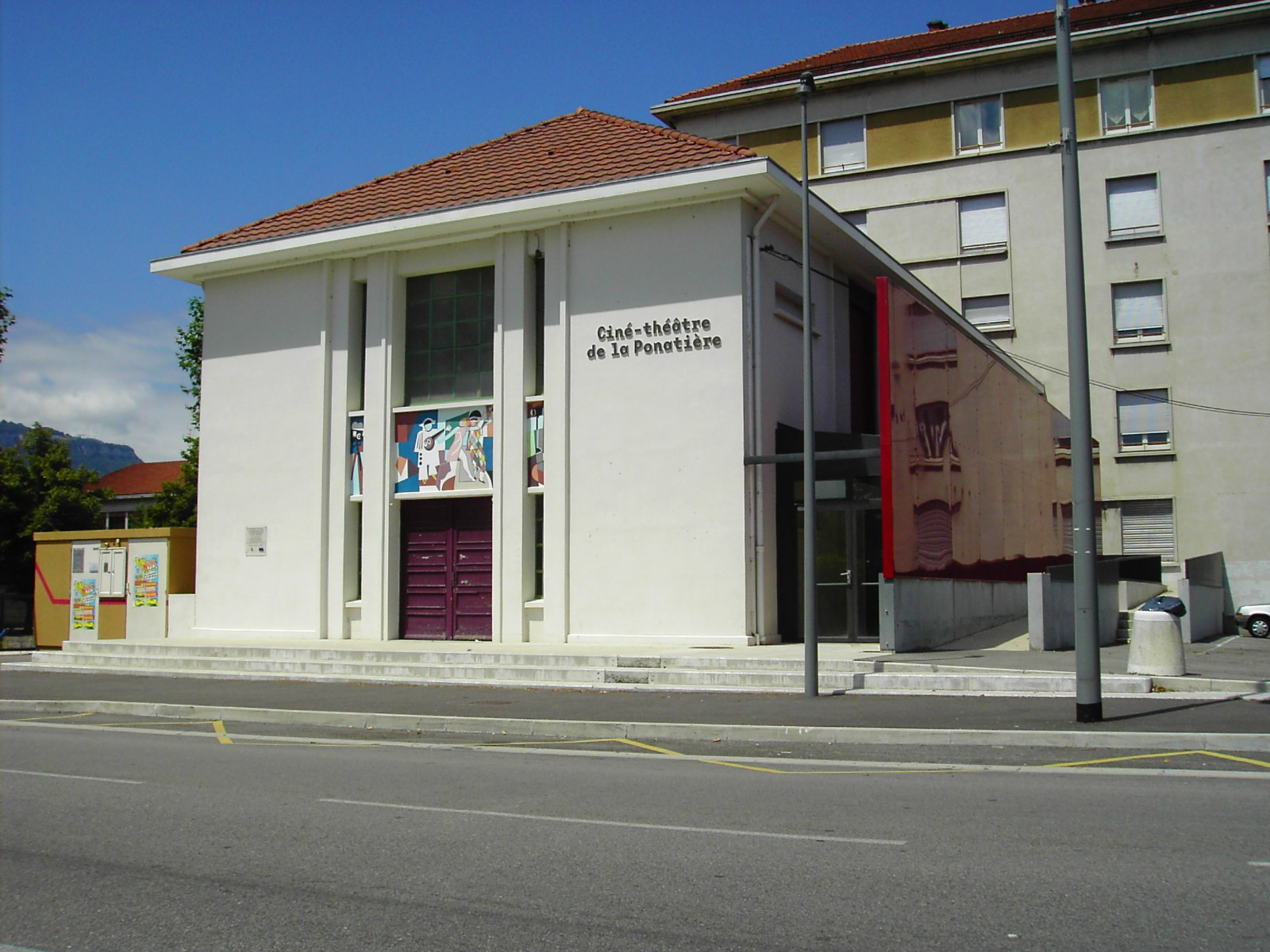
Ciné-Théâtre Ponatière

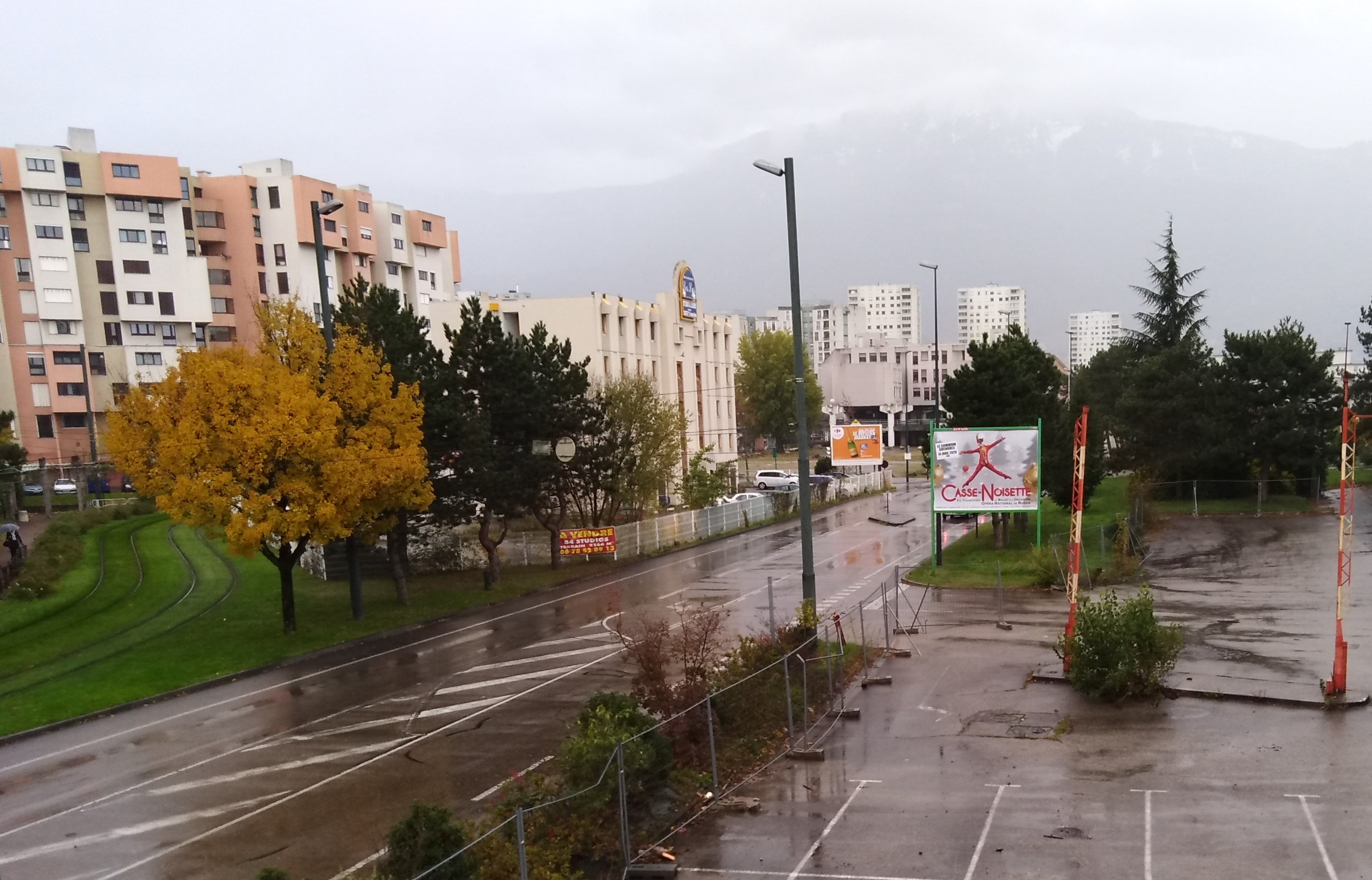
La Villeneuve d'Échirolles

La commune est composée d'un bourg principal et de plusieurs lieux-dits. Voici, ci-dessous, la liste la plus complète possible des divers hameaux, quartiers et lieux-dits résidentiels urbains comme ruraux, ainsi que les écarts qui composent le territoire d'Échirolles, présentés selon les références toponymiques fournies par le site géoportail de l'Institut géographique national.
| - Comboire (Zone d'activités) - la Villeneuve d'Echirolles qui comprend : - les Granges, - Surieux, - les Essarts - le Haut-Bourg, - le Mas fleuri, - la Luire, - Bayard, - Le Rondeau, | - Le Village II, - la Viscose, - la Ponatière - la Petit Quinzaine, - Château Gaillard - Gringallet - la Buclée - la Commanderie - la Savoyarde (zone boisée) - Pend-Loup (zone boisée) |

Ces quartiers sont très différents et très peu liés actuellement, bien que la commune réfléchit très sérieusement pour augmenter la cohésion urbaine de l'ensemble de la ville.
Le centre-ville se veut le premier quartier de ce projet de cohésion. Bâti sur des réserves foncières acquises dans les années 1970, les travaux ont débuté seulement lorsque la commune s'est sentie financièrement capable de les mener, soit à partir de 1992. L'objectif de ce projet était de réunir des activités diverses, permettant la rencontre et la centralité : On y trouve l'un des plus grands multiplex de l'agglomération, un bowling, de nombreux fast-food et une série de restaurations rapides, un lycée, et enfin le siège de la Fédération Compagnonnique des Métiers du Bâtiment et autres services publics. Le centre-ville a été construit en deux tranches principales : la première était dédiée à l'installation des grands équipements (Multiplex, lycée, une partie des Universités de Grenoble). La seconde tranche s'est concentrée sur des objectifs de développement durable, en intégrant la notion de performances énergétiques au bâti et en réalisant un parc, le Champ de la Rousse, plusieurs fois récompensé pour son intérêt environnemental.

### Logement

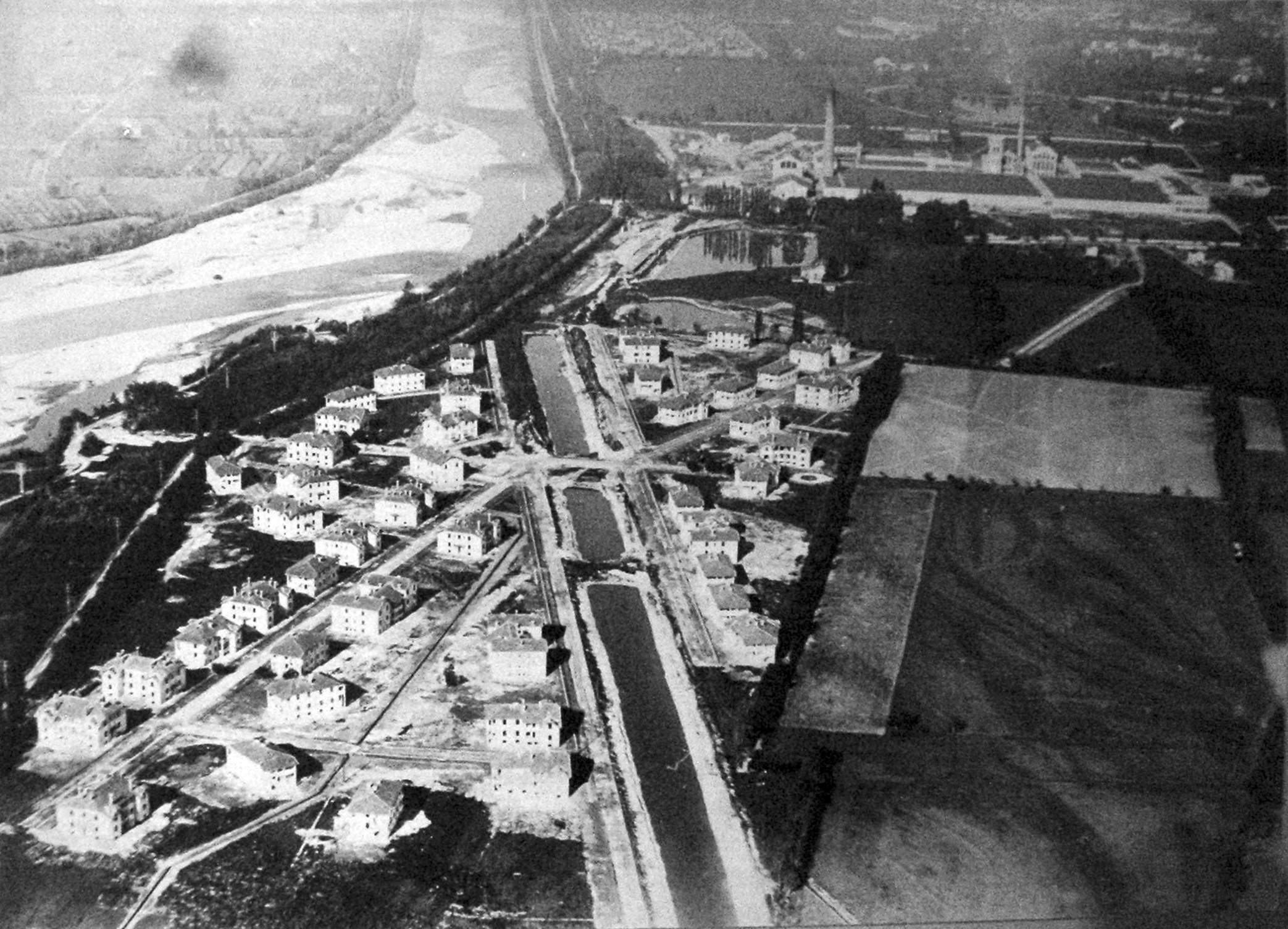
La « cité de la Viscose » en 1927.

En 2021, le nombre total de logements dans la commune était de 17 447, alors qu'il était de 16 438 en 2015 et de 15 911 en 2010.
Parmi ces logements, 92,6 % étaient des résidences principales, 1,3 % des résidences secondaires et 6,1 % des logements vacants. Ces logements étaient pour 9,8 % d'entre eux des maisons individuelles et pour 88,5 % des appartements.
Le tableau ci-dessous présente la typologie des logements à Échirolles en 2021 en comparaison avec celles de l'Isère et de la France entière. Une caractéristique marquante du parc de logements est ainsi une proportion de résidences secondaires et logements occasionnels (1,3 %) inférieure à celle du département (8,3 %) et à celle de la France entière (9,7 %). Concernant le statut d'occupation des résidences principales, 44,4 % des habitants de la commune sont propriétaires de leur logement (46 % en 2015), contre 61,2 % pour l'Isère et 57,5 pour la France entière.
| Typologie                                               | Échirolles | Isère | France entière |
| ------------------------------------------------------- | ---------- | ----- | -------------- |
| Résidences principales (en %)                           | 92,6       | 84    | 82,2           |
| Résidences secondaires et logements occasionnels (en %) | 1,3        | 8,3   | 9,7            |
| Logements vacants (en %)                                | 6,1        | 7,7   | 8,1            |

### Voies de communication et transports

#### Voies routières

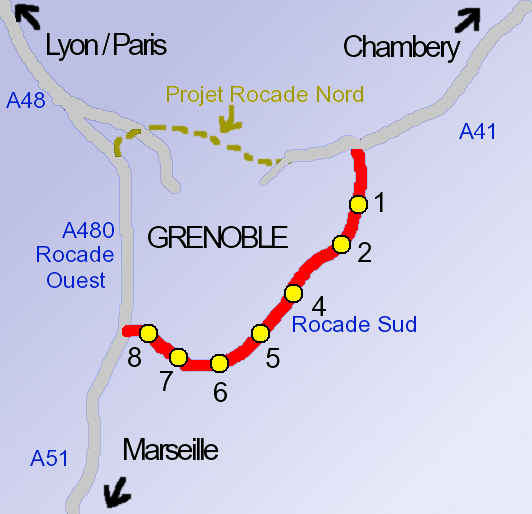
Plan de la rocade sud et des différentes sorties

Échirolles se trouve dans la banlieue sud de Grenoble. Elle est traversée par la Rocade sud de la ville (RN 87), et desservie par trois sorties :
- Alpexpo - Grand'Place / Echirolles-est ;
- Echirolles-centre / Grenoble Villeneuve / Hôpital Sud ;
- Grenoble-centre / Echirolles-ouest / Technisud.

Tout comme la proche banlieue de Grenoble, cette ville n'échappe pas aux difficultés du trafic routier aux heures de pointe. Elle est toutefois bien aménagée avec de longues avenues qui rejoignent Grenoble comme le cours de la Libération.
Autopartage
En avril 2023 trois véhicules d'Autopartage opérés par Citiz Alpes Loire sont à disposition dans la commune

#### Transports publics
Les transports en commun sont relativement bien développés et permettent de se déplacer directement entre Échirolles et Grenoble. La plupart des autres communes de l'agglomération sont assez facilement accessibles par les transports de l'agglomération grenobloise (M TAG), à la suite de la mise en place d'un Pôle Multi modal.
Une halte ferroviaire de la SNCF , desservie par des trains TER Auvergne-Rhône-Alpes, bénéficiant d'un parking relais permet la connexion directe avec la tramway (ligne A) qui traverse la commune. Il est possible de prendre le train à Échirolles avec un titre de transport M TAG en plaçant son vélo dans le train, en garant sa voiture au parking relais, un titre de transport M TAG étant délivré (valable pour le nombre de passagers dans la voiture), permettant ainsi de voyager sur tout le réseau de transport en commun.
Des lignes de bus « Chrono » constituant les lignes majeures du réseau de la société publique locale M TAG sillonnent également le territoire communal dont la ligne C2 (Grenoble — Louise Michel ↔ Claix — Pont Rouge), la ligne C3 (Échirolles — Centre du graphisme ↔ Grenoble — Victor Hugo). Il existe également d'autres lignes, dites « proximo » (notamment la ligne 16) assurant le transport dans des secteurs non desservie par le tramway et les lignes majeures.

Quelques photos des différents moyens de transports utilisés à Échirolles
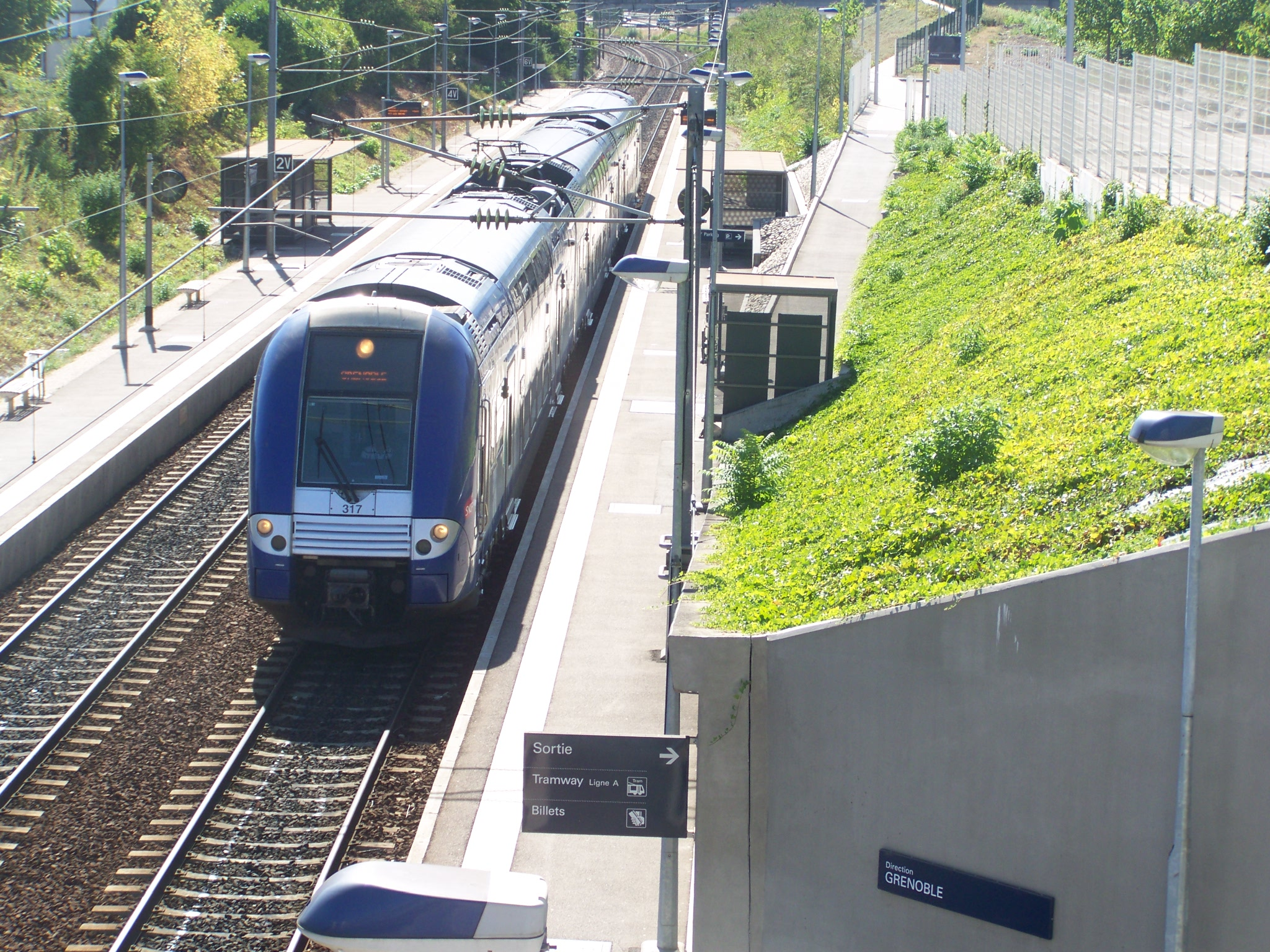
Un TER assurant la liaison entre le campus universitaire de Grenoble et le centre-ville au niveau de la Halte d'Échirolles
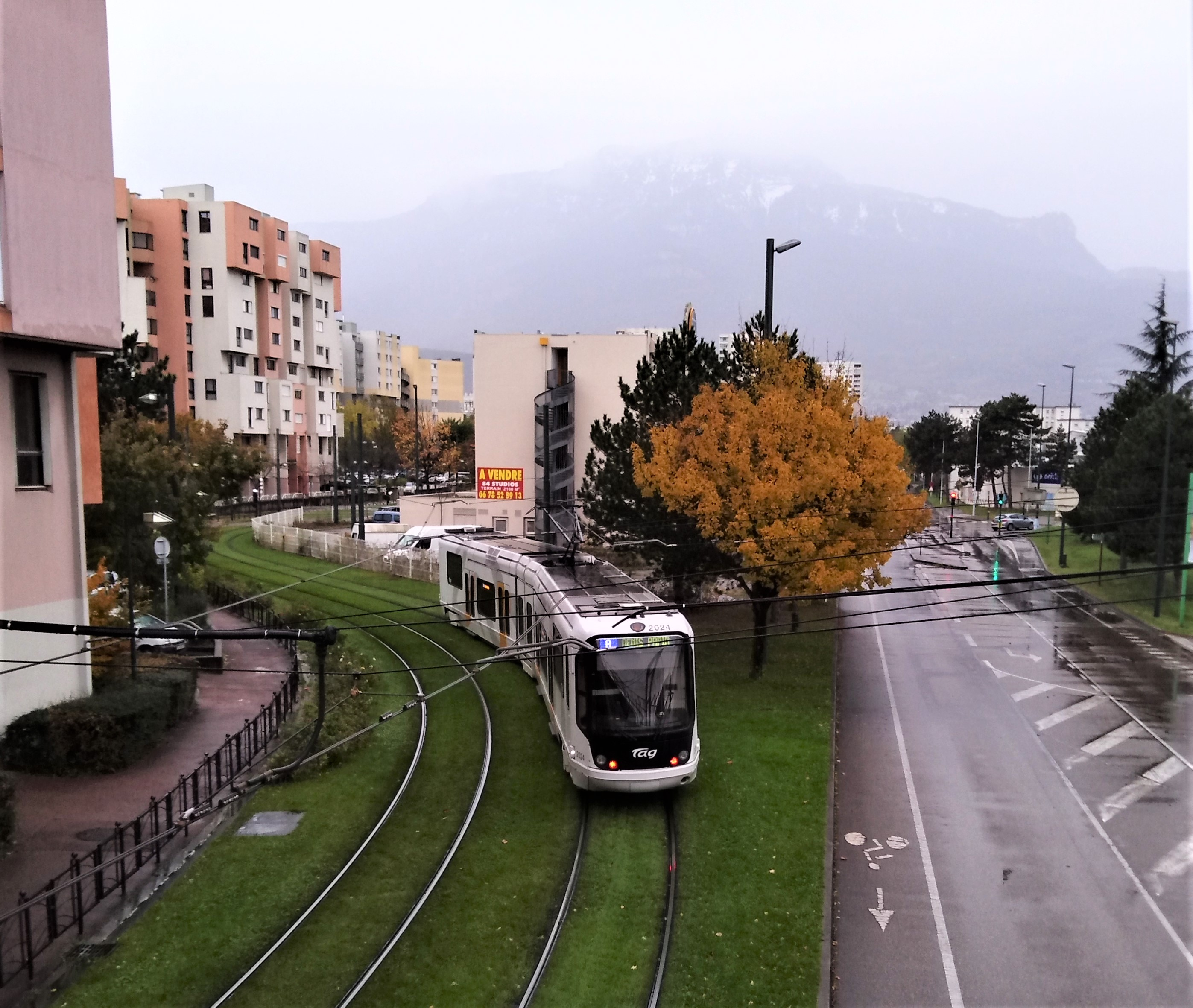
Tramway de la ligne A entre Les Granges et Alpexpo
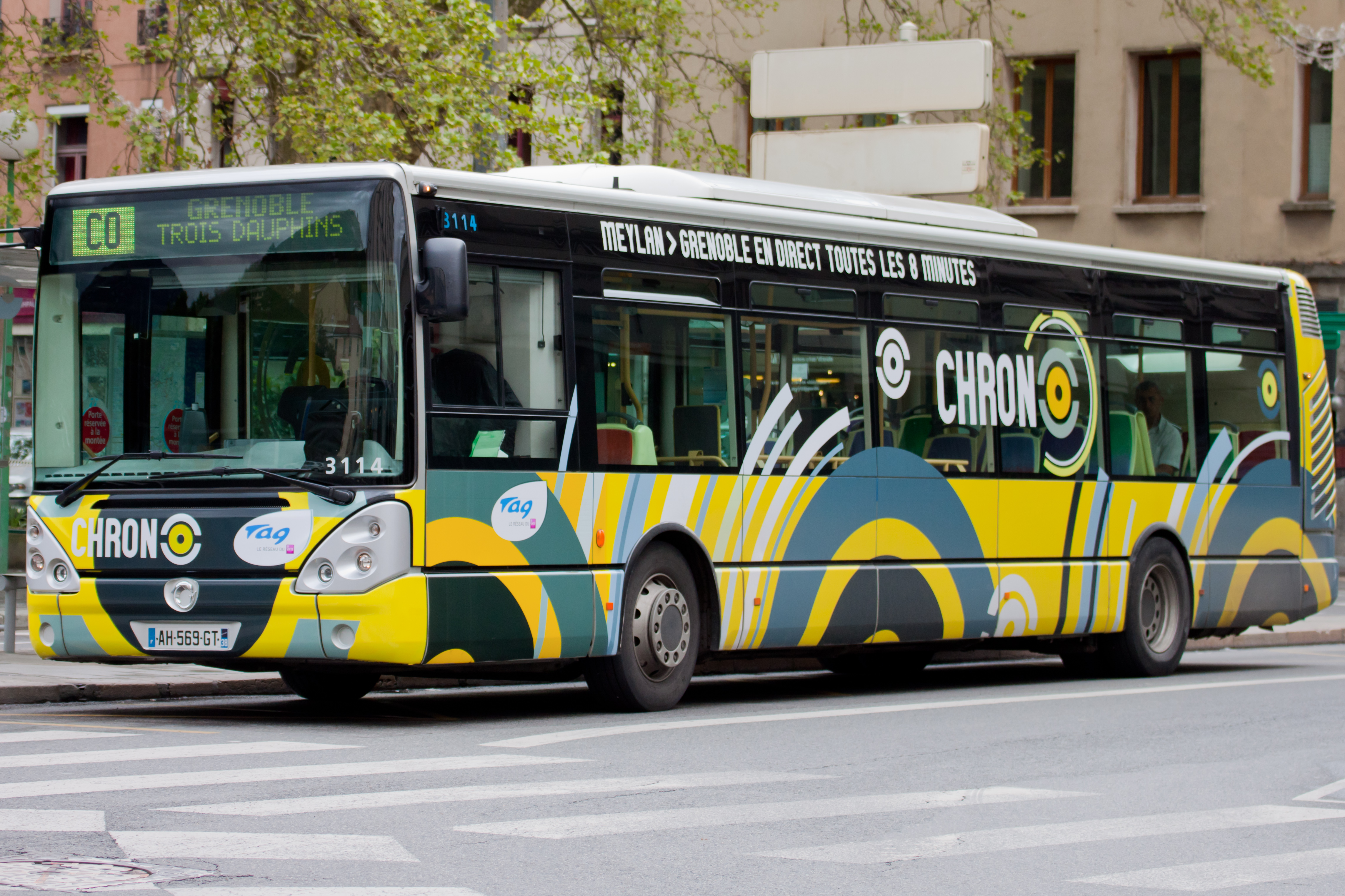
Autobus de la ligne Chrono
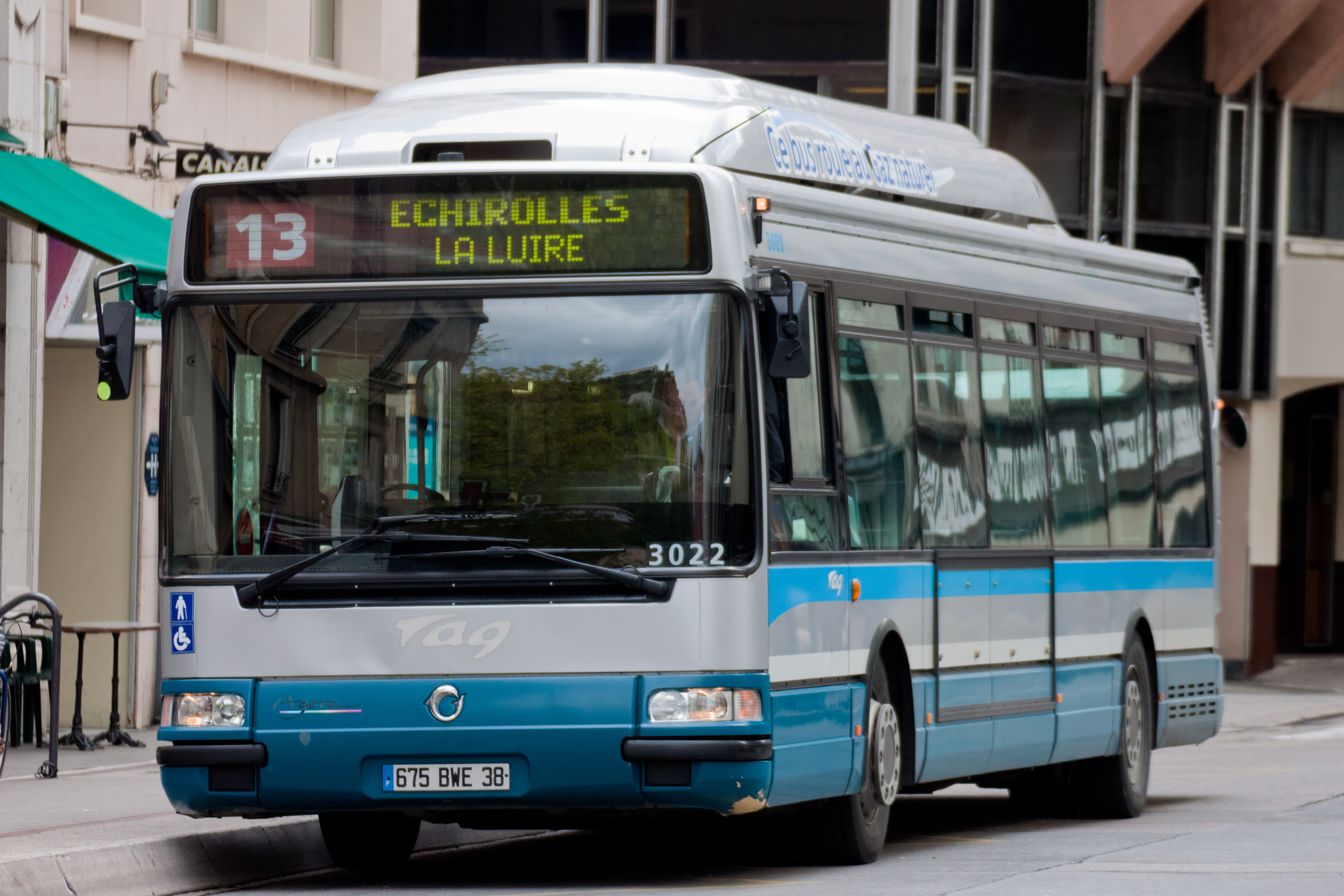
Bus de l'ancienne ligne 13 avec la mention Échirolles
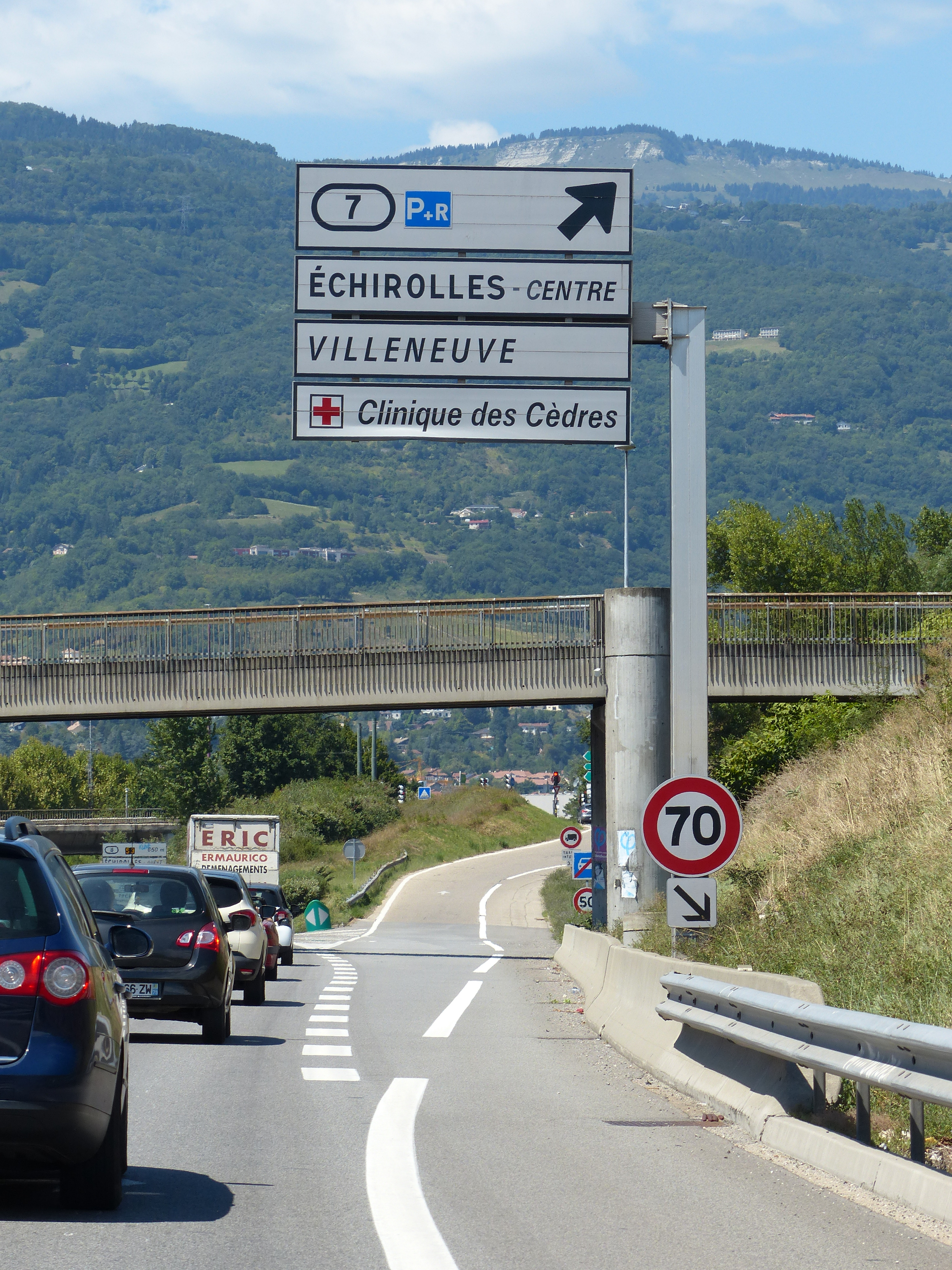
Panneau de sortie 7 de la rocade Sud
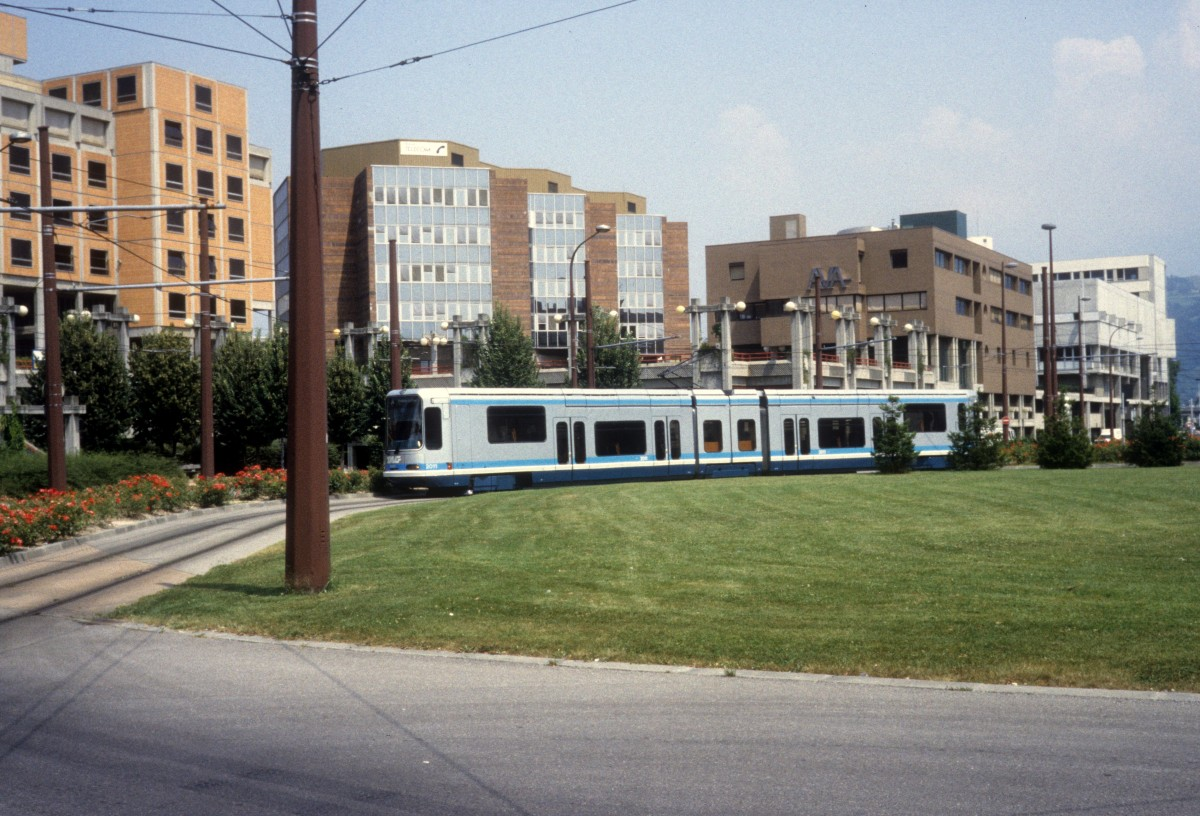
Tramway ligne A en provenance d'Échirolles

#### Pistes cyclables

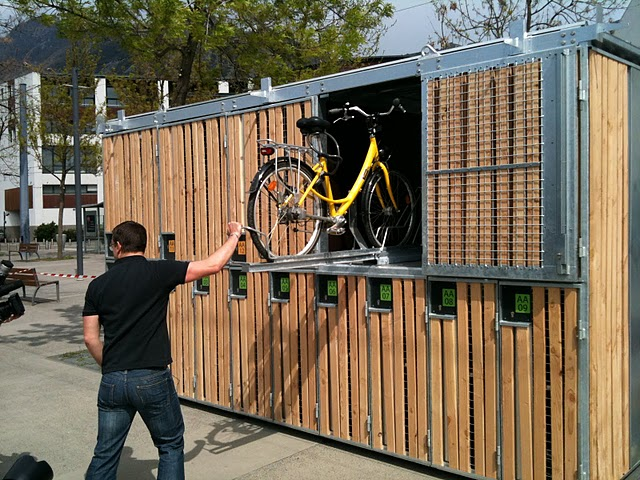
MétroVélo Box

Le réseau de pistes cyclables se développe petit à petit.
À la différence des bus, une passerelle cycles et piétons permet de franchir la rocade et le Drac entre Seyssins et Échirolles.
La ville d'Échirolles propose, en partenariat avec la métropole Grenoble-Alpes Métropole, deux nouveaux services afin d'élargir l'offre de transport des habitants de la commune dont la mise à disposition de vélos en libre service et la création de consignes individuelles sécurisées (dite métrovélobox fermé pour stocker son vélo) dont un bloc est visible à l'arrêt Auguste-Delaune du Tramway, ligne A.

### Risques naturels et technologiques

#### Risques sismiques
Le territoire d'Échirolles est situé en zone de sismicité n°4 (sur une échelle de 1 à 5), comme l'ensemble des communes du territoire de l'agglomération grenobloise.
| Type de zone | Niveau            | Définitions (bâtiment à risque normal) |
| ------------ | ----------------- | -------------------------------------- |
| Zone 4       | Sismicité moyenne | accélération = 1,6 m/s2                |

#### Autre risques
Des crues importantes du Drac, torrent qui longe la partie occidentale du territoire communal, peuvent entraîner des inondations. La préfecture a réorganisé la prévention des inondations.

## Toponymie
L'étymologie du nom Échirolles est controversée. L'hypothèse la plus populaire la fait remonter à une forme latine signifiant « écureuil », expliquant pourquoi le mammifère figure sur le blason de la ville. Une seconde hypothèse, basée sur l'existence de lieux-dits paronymes (c'est-à-dire portant presque le même nom) et présentant des caractéristiques topographiques similaires, la relie au mot « laîche », du nom d'une plante des zones humides. Échirolles aurait alors signifié « [prairie à] laîche » à l'origine.
Une dernière théorie, invraisemblable, rapprocherait le nom d'Échirolles de la racine latine « Ex-Cularo » dont la contraction au fil des siècles aurait donné le nom de la commune. Cularo étant le nom celtique de Grenoble cela signifierait « à l'extérieur de Cularo », donc lieu en dehors de l'enceinte de la cité.

## Histoire

### Antiquité, Moyen Âge et Époque Moderne
Situé au sud du bourg antique de Cularo, le territoire échirollois était situé sur la zone de peuplement des peuples gaulois dénommés Allobroges. Le christianisme se diffuse dans la région autour du IVe siècle.

### Époque contemporaine
En 1825, la création d’une paroisse locale sépare le village d'Échirolles de la paroisse de Bresson. Le territoire acquiert alors une certaine reconnaissance permettant l'annonce d'une future autonomie, les habitants décident dès lors de demander au gouvernement du roi Louis-Philippe 1er la création de la commune.

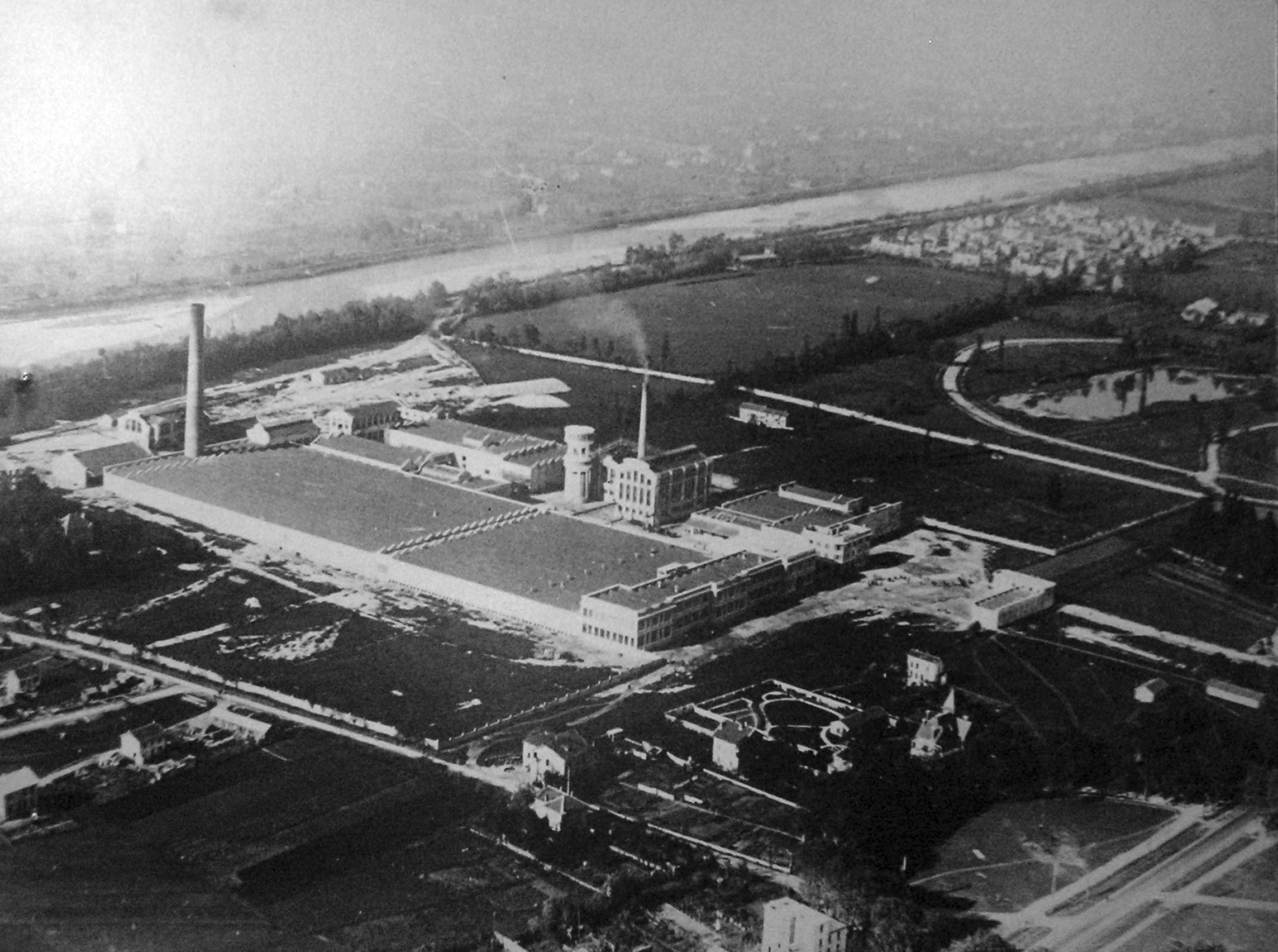
Image aérienne des usines de la viscose d'Échirolles en 1928.

C'est l'ordonnance royale no 5147 du 25 décembre 1833 qui a officiellement créé la commune d'Échirolles par démembrement des communes de Grenoble et de Jarrie.
Ancien village ouvrier, dont la plupart des habitants travaillaient dans les usines de viscose, matière inventée par le comte Hilaire de Chardonnet en 1884 et qui connut un bel essor à Échirolles dès les années 1920, avant de connaître une diffusion mondiale.
En septembre 2024, un immeuble d'Echirolles servant de point de deal en face de la mairie est évacué à cause des risques engendré par le trafic de drogues.  La situation est « inédite », selon la maire, Amandine Demore.

## Politique et administration

### Liste des maires
En 2010, la commune d'Échirolles a été récompensée par le label « Ville Internet @@@@ ».

### Politique de développement durable
La ville a engagé une politique de développement durable en lançant une démarche d'Agenda 21 en 2000.

### Jumelages
La commune d'Échirolles est jumelée avec trois communes dont une, située en Afrique, et deux, en Europe :
- Grugliasco (Italie) depuis 1966[34]
- Honhoué (Bénin) (jumelage coopératif depuis le 7 juillet 1991[35])
- Kimberley (Angleterre) depuis 1976[34]

## Population et société

### Démographie
L'évolution du nombre d'habitants est connue à travers les recensements de la population effectués dans la commune depuis 1836. Pour les communes de plus de 10 000 habitants les recensements ont lieu chaque année à la suite d'une enquête par sondage auprès d'un échantillon d'adresses représentant 8 % de leurs logements, contrairement aux autres communes qui ont un recensement réel tous les cinq ans,.

En 2022, la commune comptait 36 708 habitants, en évolution de +2,38 % par rapport à 2016 (Isère : +3,07 %, France hors Mayotte : +2,11 %).
| 1836 | 1841 | 1846 | 1851 | 1856 | 1861 | 1866 | 1872 | 1876 |
| ---- | ---- | ---- | ---- | ---- | ---- | ---- | ---- | ---- |
| 735  | 702  | 715  | 639  | 634  | 615  | 642  | 652  | 682  |

| 1881 | 1886 | 1891 | 1896 | 1901 | 1906 | 1911 | 1921 | 1926 |
| ---- | ---- | ---- | ---- | ---- | ---- | ---- | ---- | ---- |
| 619  | 679  | 633  | 600  | 574  | 582  | 572  | 597  | 838  |

| 1931  | 1936  | 1946  | 1954  | 1962  | 1968   | 1975   | 1982   | 1990   |
| ----- | ----- | ----- | ----- | ----- | ------ | ------ | ------ | ------ |
| 2 765 | 2 520 | 2 825 | 3 762 | 7 111 | 15 429 | 33 288 | 37 360 | 34 435 |

| 1999   | 2006   | 2011   | 2016   | 2021   | 2022   | - | - | - |
| ------ | ------ | ------ | ------ | ------ | ------ | - | - | - |
| 32 806 | 35 687 | 35 995 | 35 855 | 36 849 | 36 708 | - | - | - |

### Enseignement

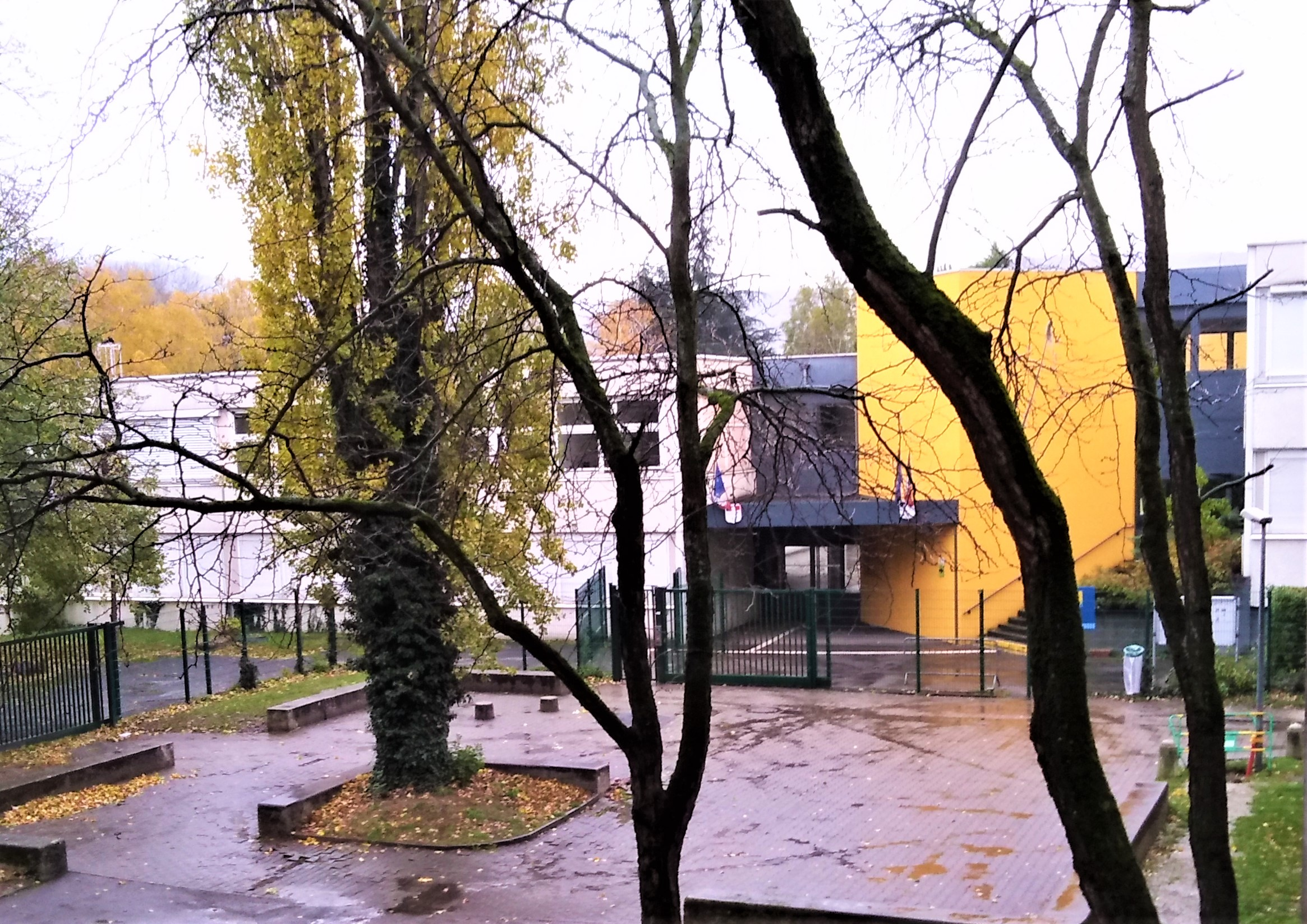
Collège Jean Vilar d'Échirolles

Située dans l'académie de Grenoble, la commune compte de nombreux établissements scolaires du premier et du second degré mais aussi des établissements d'études supérieures et une école de musique.

#### Établissements scolaires
La commune gère douze écoles maternelles et dix écoles primaires (l'école élémentaire A. Delaune, l'école élémentaire Francçoise Dolto, l'école élémentaire Jean Jaurès, l'école élémentaire Jean Moulin, l'école élémentaire Jean Paul Marat, l'école élémentaire Joliot-Curie, l'école élémentaire Marcel Cachin, l'école élémentaire Marcel David, l'école élémentaire Paul Langevin et  l'école élémentaire Vaillant Couturier).
Elle compte également trois collèges (le collège Jean Vilar, le collège Louis Lumière et le collège Pablo Picasso) ainsi que deux lycées (le lycée Marie Curie et le lycée professionnel Thomas Edison).

#### Établissements d'études supérieures
- CGCV, Centre du Graphisme et de la Communication Visuelle, qui organise plusieurs activités au cours de l'année liées à la Biennale de design graphique d'Échirolles.
- ICM (Institut de la communication et des médias), antenne de l'université Grenoble-Alpes. Il héberge également l'EjdG (École de Journalisme de Grenoble).

#### Autres établissements
Le conservatoire de musique, labellisée Conservatoire à Rayonnement Intercommunal (CRI), dispense des cours destinés à tous les publics avec des ateliers parents-enfants, ainsi que de l'art-thérapie en collaboration avec l'EHPAD, voisin.

### Équipement social et sanitaire
La commune compte deux établissements sanitaire sur son territoire, un établissement public : l'hôpital Sud, établissement du CHRU de Grenoble et un établissement privé : la clinique des Cèdres.

#### L'hôpital Sud

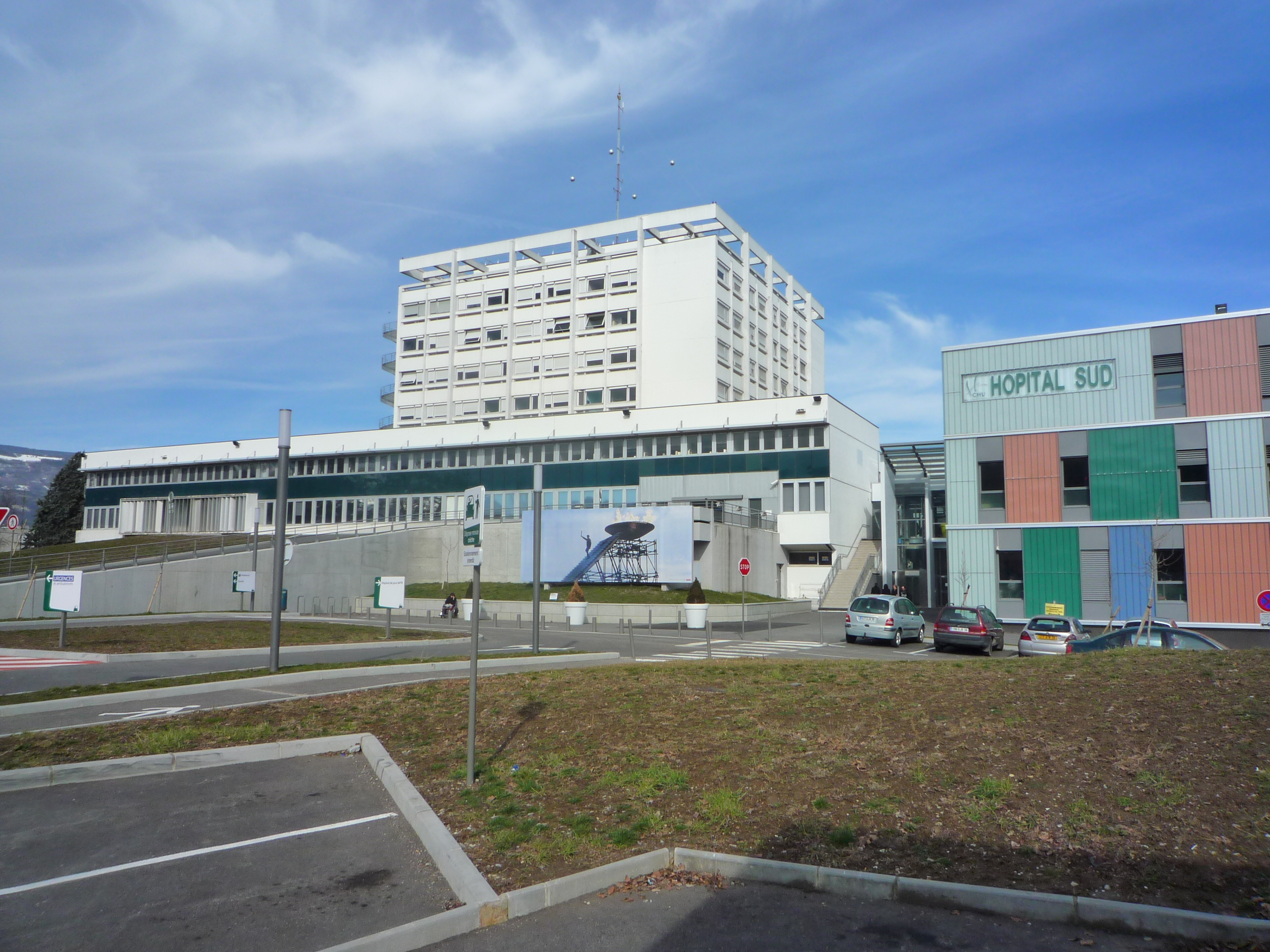
Hôpital Sud.

L'hopital Sud, inauguré le 6 janvier 1968, est situé dans la partie est de la commune, sur l'avenue de Kimberley. D'une capacité de 340 lits, il comprend de nombreux services d'hospitalisation (orthopédie, traumatologie, rhumatologie) ainsi que les activités de radiologie interventionnelle et une IRM. Le site héberge des unités de gériatrie pour un nombre total de 245 lits. L'établissement accueille également en son sein l'institut de rééducation dont l'activité se base sur les soins de suite et de réadaptation.

#### La clinique des Cèdres
La clinique des Cèdres est située dans le centre de la commune. Celle-ci propose 200 lits d'hospitalisation, dont une maternité.

### Équipement culturel
La Rampe (739 places) et La Ponatière (171 places) sont deux salles de la ville d’Échirolles dédiées a des spectacles vivants.

#### Équipements et clubs

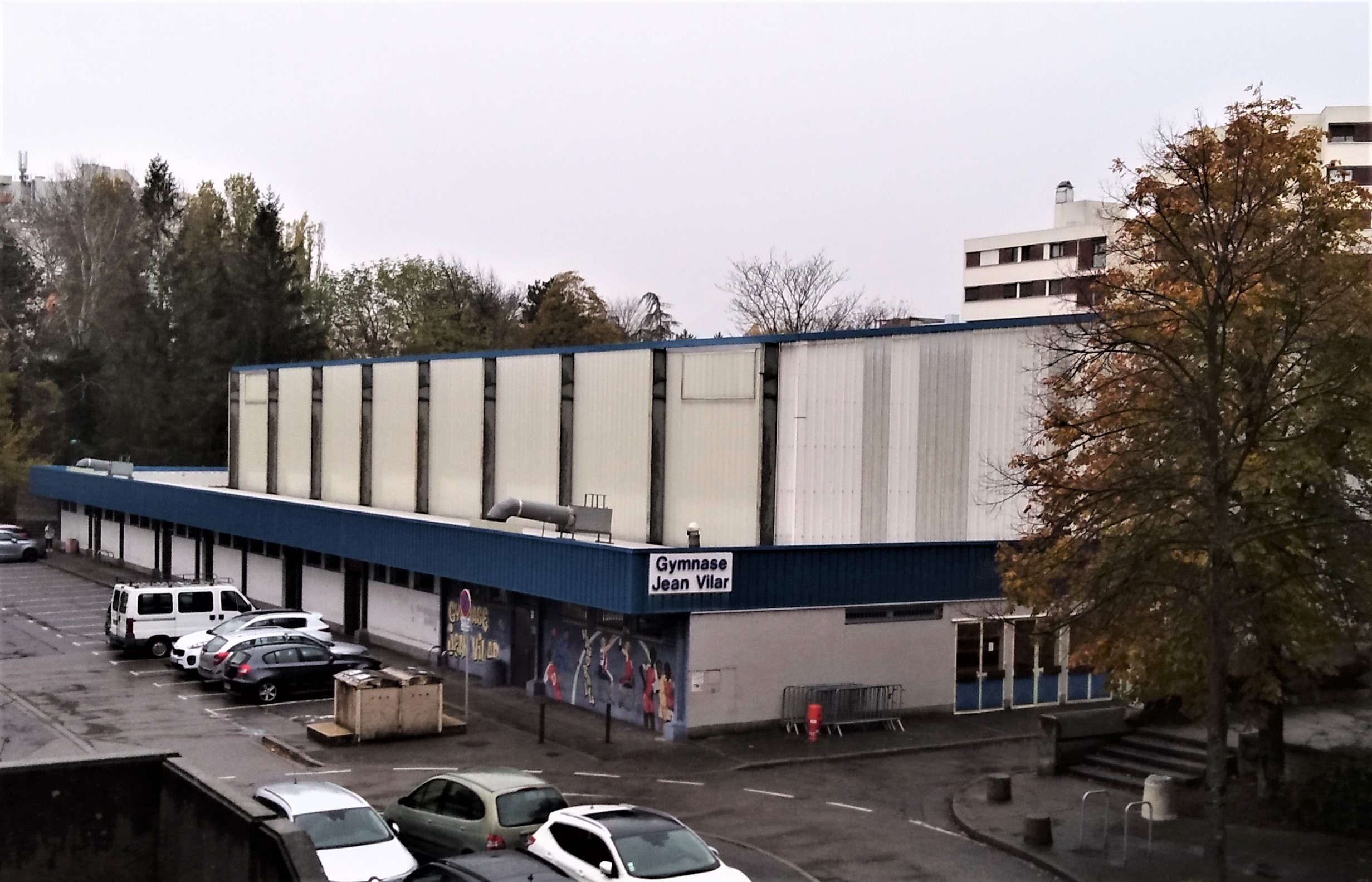
Gymnase Jean Vilar d'Échirolles

### Sports

#### Tennis de Table
Le tennis de table est représenté par l'Amicale Laïque Échirolles-Eybens TT, créé en 2008 à la suite de la fusion du Eybens TT avec l'AL Échirolles, qui évolue en Championnat de Pro B Féminin depuis septembre 2005.

#### Football
Le Football est représenté par le FC Échirolles, créé en 1949 et compte 24 équipes en coupe et championnat(district et ligue)et 10 en plateaux(district).
Les Seniors 1 évoluent en Régional 1 Est et sont éliminés de la coupe Laura Foot et la Coupe de France de football 2017-2018. Mais ces Seniors ont remporté 2 Coupes Laura FOOT(Rhone Alpes). Malheureusement, les U19 se font éliminer en Coupe Gambardella (32e) contre l'Olympique de Marseille le 4 février 2018 à Eugène Thenard (Score final : 1-1 (t.a.b 2-4) pour les Marseillais).
8 stades de football appartiennent au FC Échirolles, à Échirolles (Navis, Eugène-Thénard, Pablo-Picasso 1 et 2, Auguste-Delaune, Parc des Sports Jean-Villar), et à Eybens (Stade des Ruires).
L'OC Eybens a coopéré avec le FC Échirolles puisque le stade fait partie de la frontière de Échirolles à Eybens.

#### Water-Polo
L'Échirolles Water Polo est le club phare de la ville, comptant aussi bien une équipe masculine (Division 4), qu'une équipe féminine (Division 2).
Ce club est présent, et mis en valeur, au sein du clip Un jour au mauvais endroit, relatant une tragédie récemment arrivée au sein de la commune.

### Lieux de cultes

#### Cultes catholique
La communauté catholique d'Échirolles est rattachée à la paroisse Bienheureux Charles de Foucault, elle-même rattachée au diocèse de Grenoble-Vienne.

### Médias

#### Presse locale
La presse locale est dominée par le quotidien régional Le Dauphiné libéré, fondé en 1945, et dont le siège est à Grenoble. Ce quotidien fait partie du groupe Est Bourgogne Rhône Alpes. Son tirage quotidien est d'environ 270 000 exemplaires. L'édition de Grenoble Sud Romanche et Oisans correspond au secteur de diffusion d'Échirolles.
Il existe également Les Affiches de Grenoble et du Dauphiné le journal d'annonces légales diffusé de façon hebdomadaire dans le département de l'Isère et dont le siège est situé à Grenoble, ainsi que Le Postillon une publication bimestrielle concernant la ville et l'agglomération grenobloise. Indépendant et à tendance critique (présentant également des caricatures). Créé en 1885, puis épisodiquement disparu, sa version moderne, en version papier autant que numérique, date de 2009.
La mairie d'Échirolles distribue gratuitement dans les boîtes aux lettres des résidents de la commune, un journal d'information dénommé Cité Échirolles dont l'édition bimestriel permet d'informer les habitants des décisions du conseil municipal, des travaux et des animations organisées sur le territoire de la commune.

#### Télévision locale
Le bassin grenoblois bénéficie par ailleurs de la présence de chaines de télévisions régionales comme France 3 Alpes qui propose une édition locale du service public. Celle-ci domine historiquement l'information locale en offrant des reportages sur divers lieux de la région.
La chaîne locale TéléGrenoble est une chaîne de télévision privée mise en service en octobre 2005. Devenue en 2011, TéléGrenoble Isère, elle propose de multiples reportages d'actualités locales sur Grenoble et l'ensemble du Grésivaudan et du Pays Voironnais.
Ces deux chaînes émettent par voie hertzienne grâce entre autres à l'émetteur de la Croix de Chamrousse et à celui de la Tour sans Venin, mais uniquement sur le réseau de la télévision numérique terrestre.

### Criminalité
Ville mitoyenne de Grenoble, concernée par une criminalité en hausse depuis de nombreuses années, la ville d'Échirolles n'est pas en reste, également fortement touchée par la criminalité, liée au trafic de stupéfiants. 

#### Année 2023
Deux hommes sont blessés par balle à Échirolles et au Pont-de-Claix, le 21 Août 2023.

#### Année 2024
En Août 2024, France 3 Rhône-Alpes précise qu'une fusillade éclate à Échirolles, la « sixième en en une vingtaine de jours ».
Un mois plus tard, en septembre 2024, un immeuble entier est évacué en raison du « danger imminent », relèvent les médias, en raison de l'omniprésence de trafic de drogue.

#### Année 2025
Dès les premiers jours de l'année, le soir du 4 janvier 2025, peu avant minuit, une fusillade éclate, menée par une dizaine de personnes, blessant une adolescente de 16 ans qui promenait son chien avec une amie. Elle précise quelques jours plus tard au Parisien qu'elle « devra vivre avec une balle dans la jambe le reste de sa vie ».
En avril 2025, une nouvelle fusillade éclate. Le mois suivant, en mai 2025, comme les deux autres municipalités Grenoble et Saint-Martin-d'Hères, Échirolles se retrouve à nouveau sous un tir nourri criminel.

## Économie

### Secteur industriel
La ville compte de nombreuses entreprises situées dans plusieurs zones d'activités anciennes (la ZA des Essarts qui accueille le siège de la Société Métallurgique de Grenoble, la ZA des Granges ou encore celle de Sud village…), ou plus récente comme le parc d'entreprises "Sud Galaxie" créé en 1987. À l'instar de la banlieue sud de Grenoble, et grâce à son passé, Echirolles reste une ville industrielle. Notamment avec les établissements Caterpillar qui en occupent une surface importante.

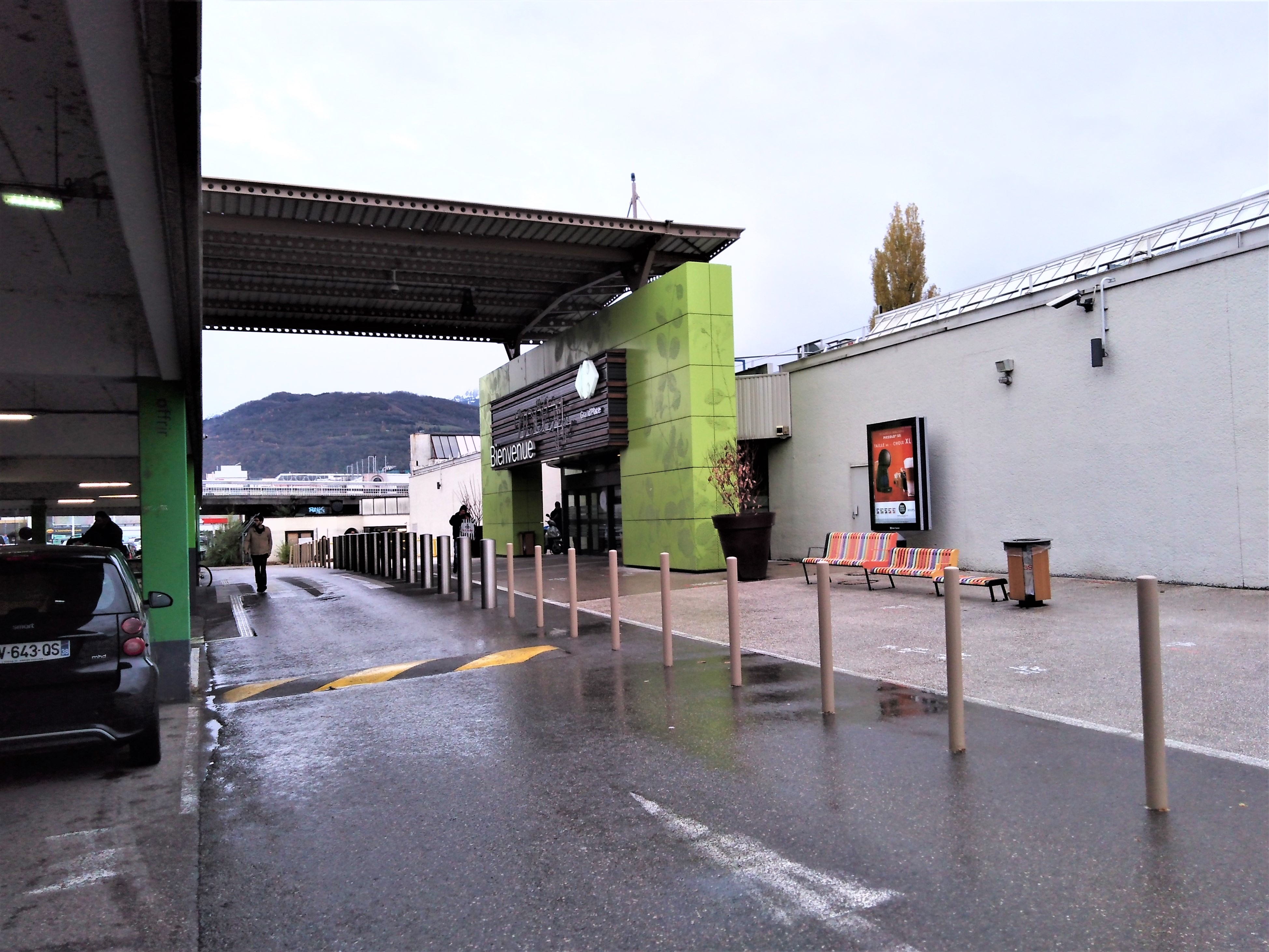
Grand-Place (entrée du Carrefour d'Échirolles)

De dimension plus modeste par la surface, un important centre R&D de développement et expertise en solutions informatiques, dénommé Bull Grenoble est installé rue de Provence sur un site occupé précédemment et successivement par la Télémécanique et la SEMS. En 2014, Bull a été racheté par la SSII française ATOS.
La commune fait partie de l'aire géographique de production et transformation du « Bois de Chartreuse », la première AOC de la filière Bois en France,.

### Secteur commercial
Au niveau commercial, la commune abrite deux zones commerciales d'importance régionale, le centre commercial Grand'Place (dans sa partie située autour de l'hypermarché Carrefour) et l'Espace Comboire, situé entre le Drac et l'A480.

## Culture locale et patrimoine

### Lieux et monuments

#### Patrimoine religieux
- Église Saint-Jean-Bosco de la Ponatière.
- Église Sainte-Monique des Granges.
- L'église paroissiale Saint-Jacques Le Majeur, du XIXe siècle[59], se trouve au cœur du vieux village. Elle fait partie de la paroisse Charles-de-Foucauld.

Un temple romain surgissait en proximité du château au lieu où fut probablement bâtie la première chapelle Saint-Jacques d'Échirolles, puis détruite en 1847 et qui sera à la suite remplacée par l'église paroissiale au même lieu.
Selon les légendes du Dauphiné, citées par Nicolas Chorier et Guy Allard, Jacques serait un pèlerin ou ermite ayant terminé sa vie à Echirolles au IXe siècle, enterré dans une tombe protohistorique qui se trouvait devant l'entrée, à droite, de l'ancienne église Saint-Jacques d'Échirolles dédiée à l'apôtre Jacques le Majeur. Selon d'autres légendes locales reprises dans le livre "À la découverte du Vieil Échirolles", les templiers d’Échirolles auraient ramené de la Terre Sainte les restes de saint Jacques[Lequel ?], puis enterrés dans l'ancien tombeau à côté de cette chapelle.
La présence du tombeau donna lieu à un pèlerinage important, auquel participa notamment l'empereur Charles IV selon la tradition lors de son passage en 1365 dans le Dauphiné. Dès 1377, les consuls de la ville de Grenoble font le vœu de placer leur ville sous la protection de saint Jacques, contre les inondations du Drac, et de faire un pèlerinage des consuls, chaque 25 juillet jour de la fête patronale, à Saint-Jacques d'Échirolles, offrant des torches et un écu d'argent pour que les "eaux du Drac ne causent aucun dommage à la ville de Grenoble et à sa territoire". Le premier pèlerinage des consuls est archivé dans les comptes de  la ville de Grenoble de 1387. Cependant, l'identité des restes du saint enterré dans le tumulus devant l'église a été questionnée en 1488 par Laurent Alleman, évêque de Grenoble : le tombeau ouvert par lui le 4 juillet 1488 révéla les ossements d'un corps inhumé selon des techniques très anciennes. Le procès-verbal de l'Evêque signale que l'identité du corps est "encore ignorée" et soumet la question au Pape et au Saint-Siège Apostolique. En attendant la réponse de Rome, l'évêque stipule que "le corps ne doit pas être vénéré publiquement comme saint". Aucune réponse ne vint de Rome, et les choses en restèrent là. L'annonce de l'évêque n'arrêta pas le pèlerinage, qui s'acheva seulement à la Révolution française,.
- La commune d’Échirolles compte six mosquées concentrées dans les quartiers de la Villeneuve, du Village 2 et de la Luire. La grande mosquée d’Échirolles à portée d'agglomération a été inaugurée en mai 2013 sur le quartier ouest de la commune, dans le secteur Navis[63].

#### Patrimoine civil
- Vestiges d'une ancienne commanderie hospitalière

Cette ancienne bâtisse, du XIVe siècle, est connue à niveau local comme « château des Templiers »,. Il s'agit d'une maison ou commanderie, labellisée Patrimoine en Isère en 2019. Après le procès des Templiers, la maison du Temple d'Échirolles fut séquestrée par Jean II de Viennois qui ne la restitua aux Hospitaliers qu'en 1317 et on trouve alors un commandeur de Vizille et d'Échirolles au sein du grand prieuré d'Auvergne. Vers 1471 la commanderie d'Échirolles passe au grand prieuré de Saint-Gilles puis est unie à la commanderie de Valence en 1654. Le Grand Maréchal de l'ordre de Saint-Jean de Jérusalem, Gaspard de Vallier, né à Herbeys un peu avant 1500, a vécu dans la commanderie d'Echirolles, avant d'être nommé gouverneur de Tripoli qu'il perdit face aux Ottomans en 1551.
- Ancien hôtel de ville, labellisé Patrimoine en Isère[69].
- château Saint-Jacques

Le château Saint-Jacques, une maison forte de la fin du Moyen Âge, se trouve sur la première colline de la commune, dominant le cours du Drac. Collé au château, on trouve une stèle romaine dédiée à Mercure, à la mémoire du temple qui surgissait en proximité du château.

Quelques photos de divers bâtiments et monuments d'Échirolles
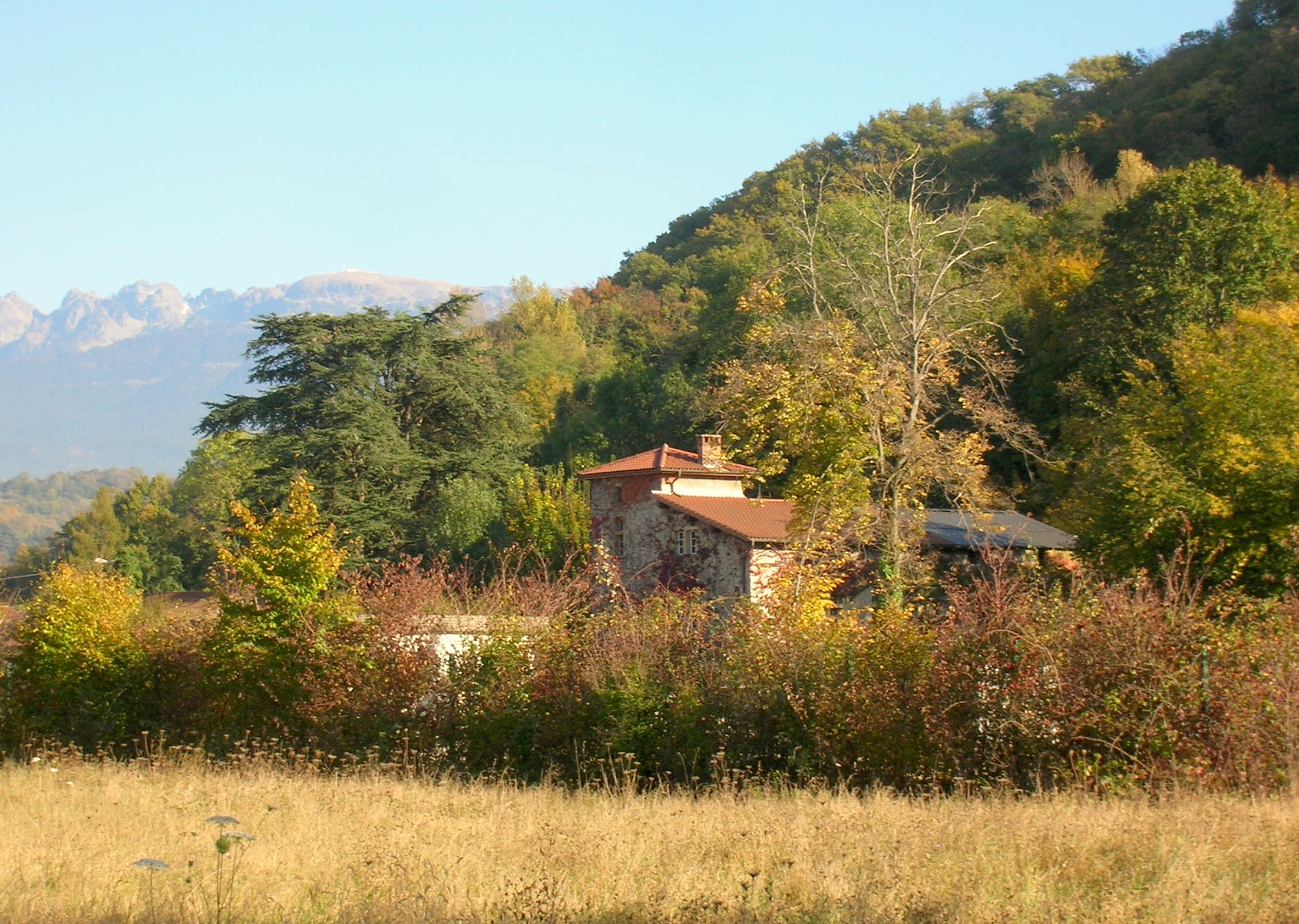
Le « château des Templiers », une commanderie templière.
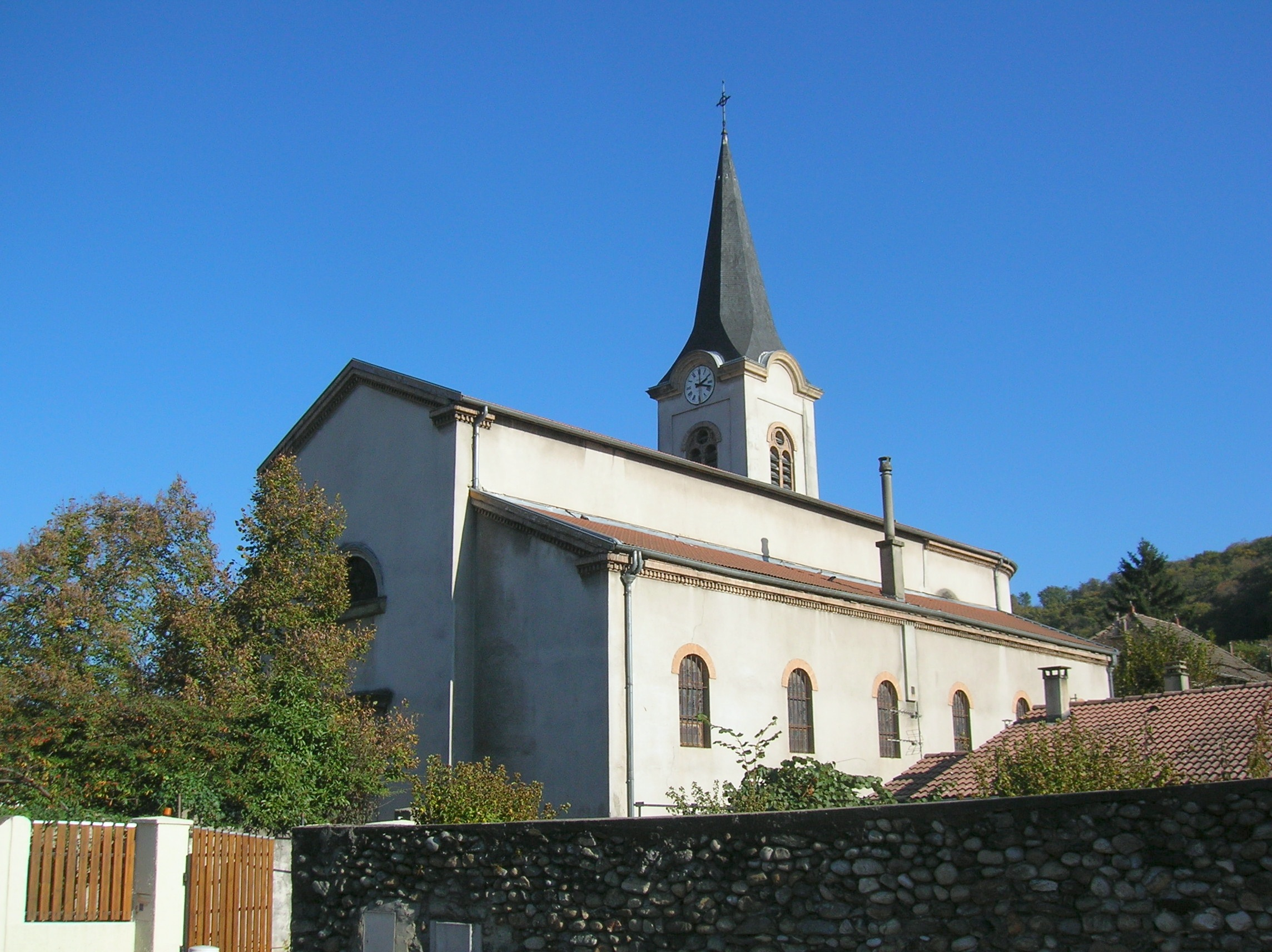
L'église Saint-Jacques.
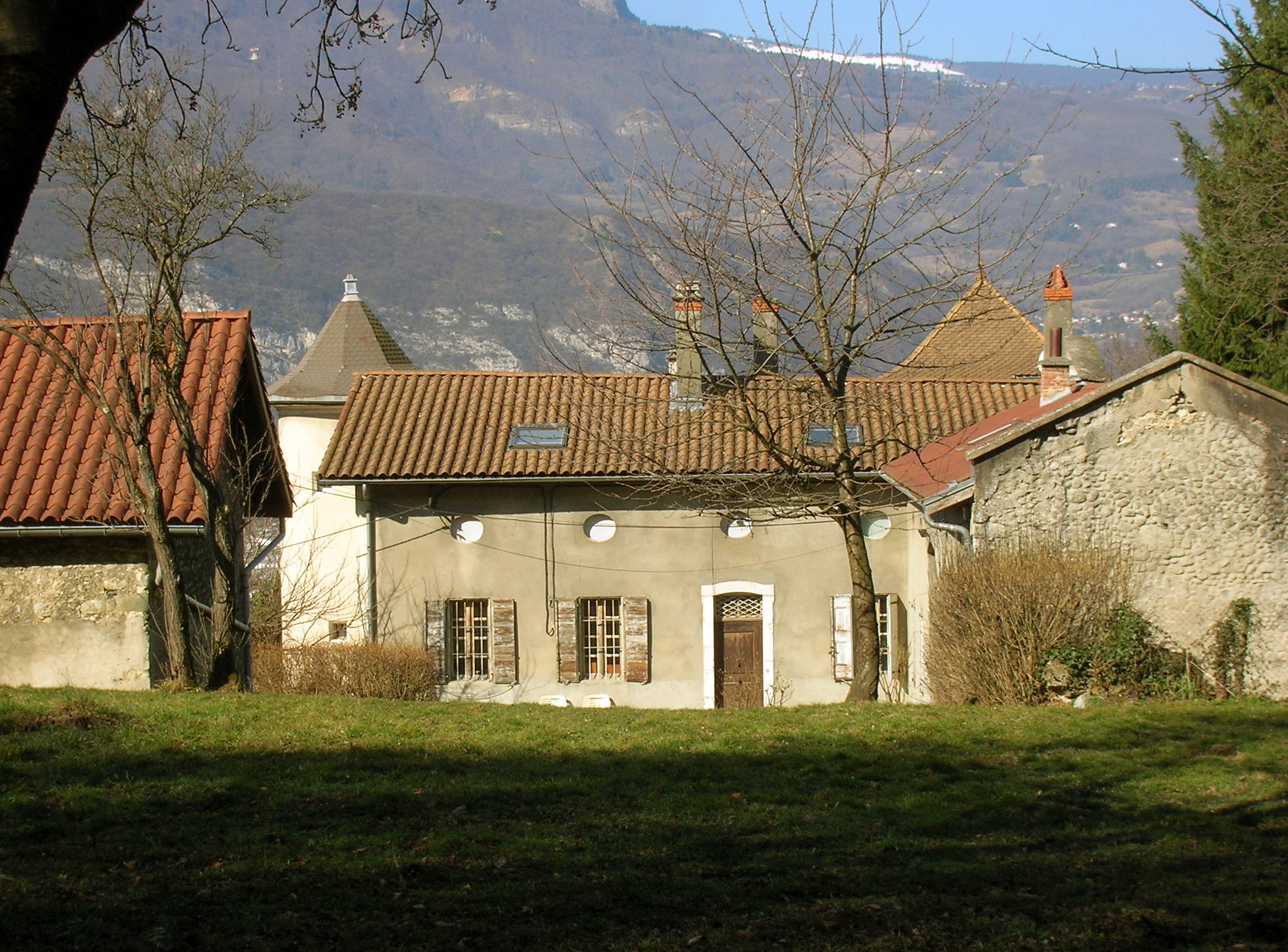
Le château Saint-Jacques.
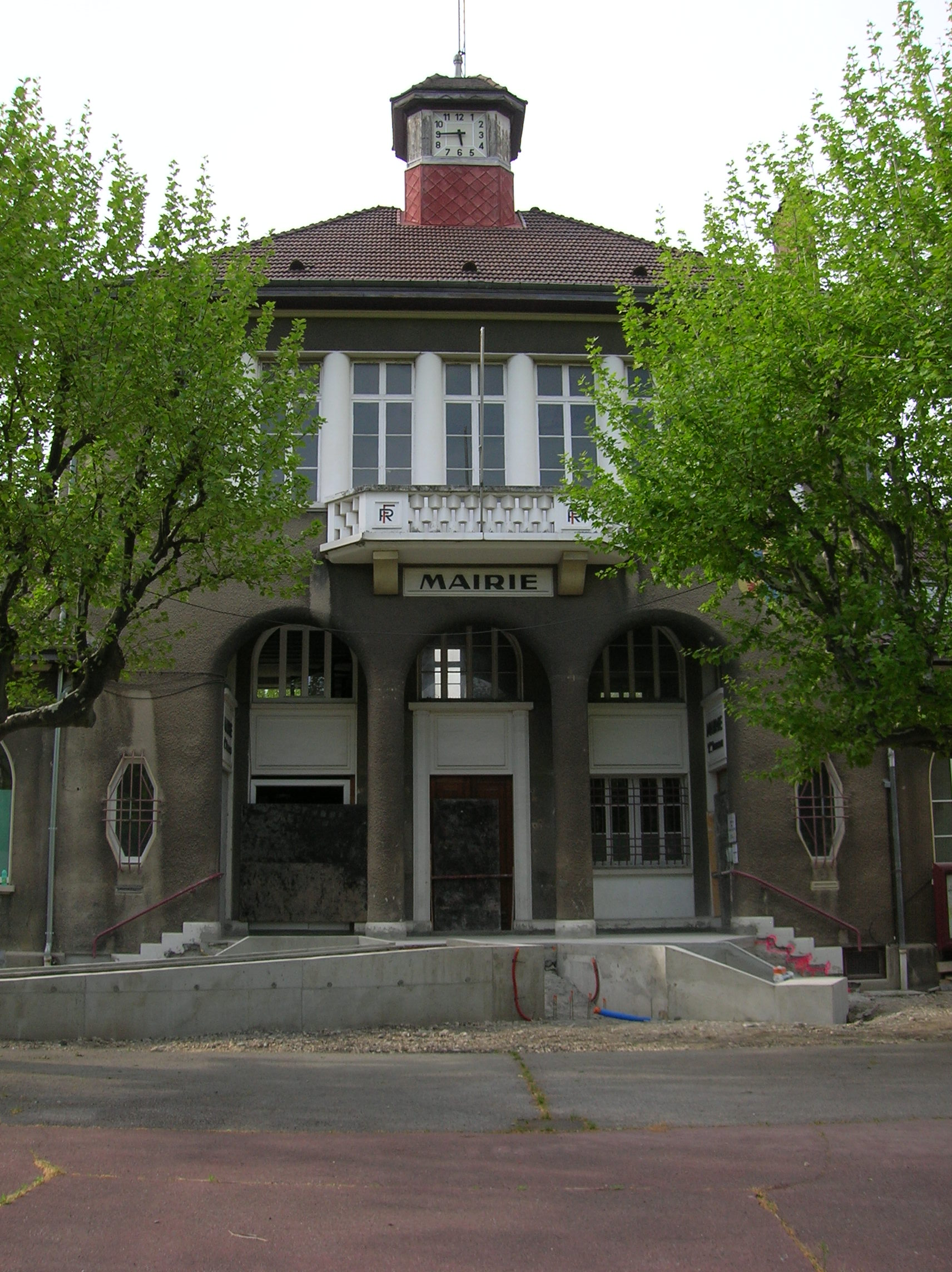
Ancien hôtel de ville, en restauration en 2016.
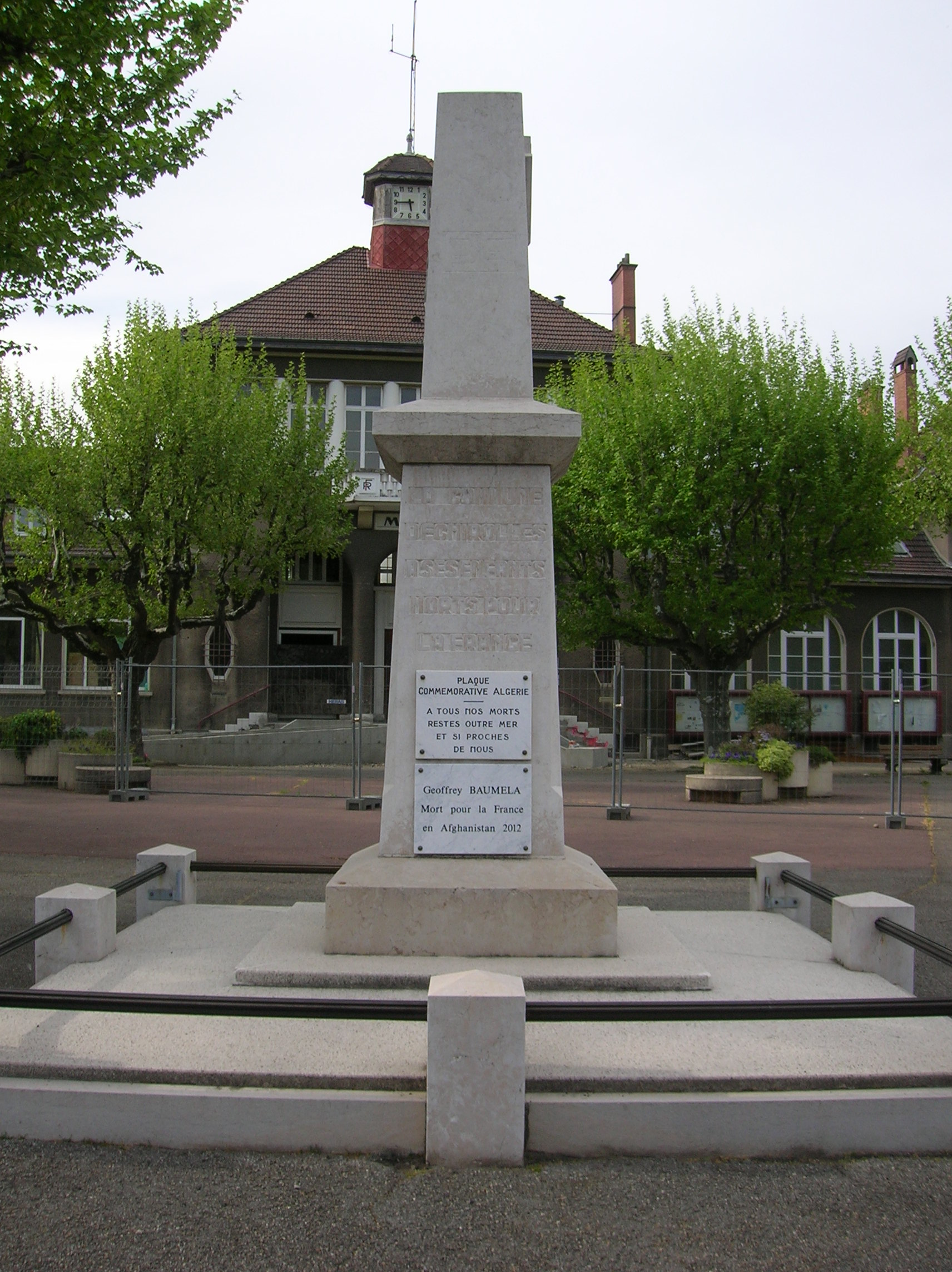
Monument aux morts de la commune.
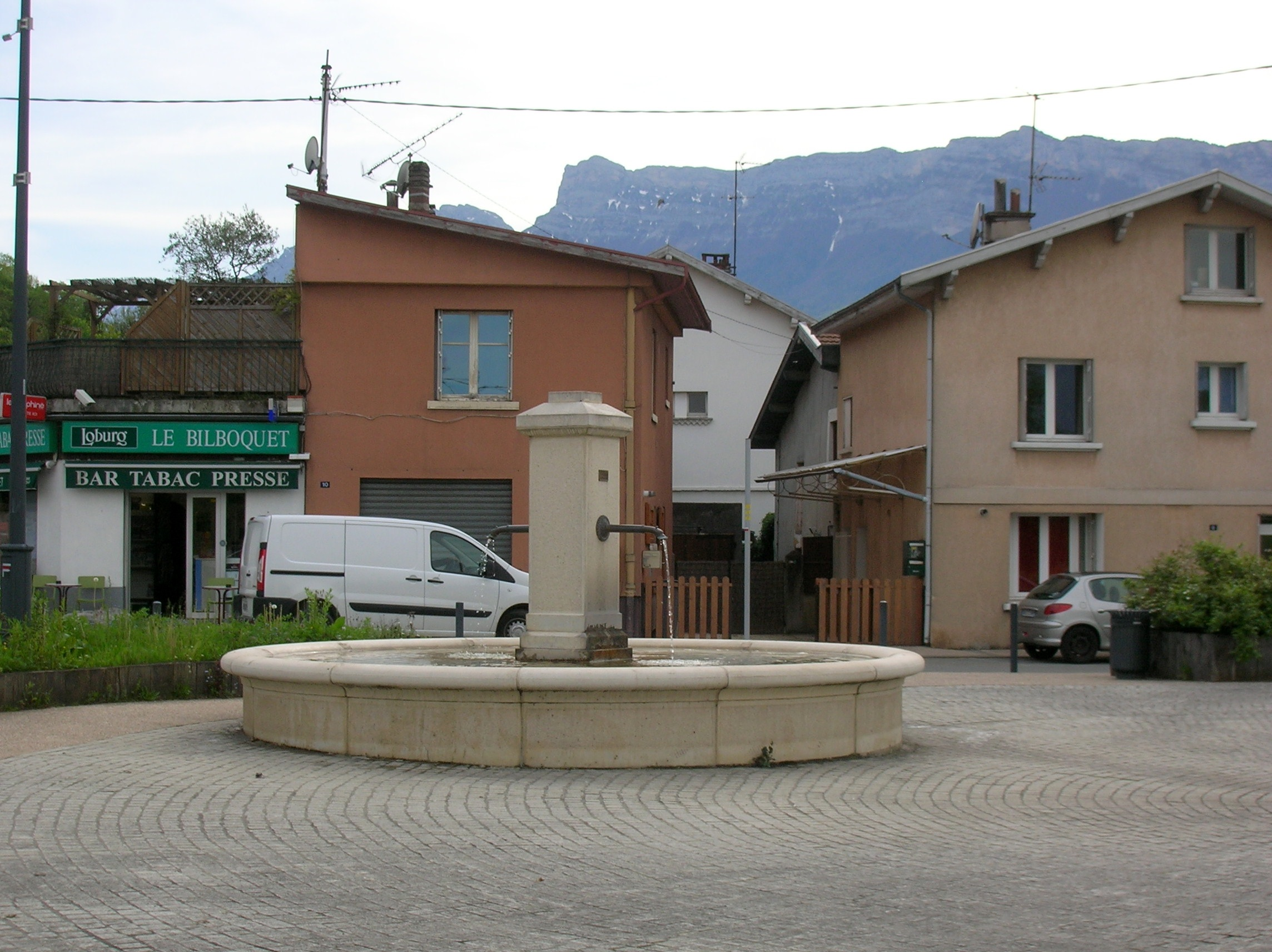
Fontaine du village

### Patrimoine culturel
La commune héberge sur son territoire de nombreux établissement à vocation culturelle, dont, notamment :
- le musée de la viscose ;

- le musée Géo-Charles ;
- le Ciné-Théâtre La Ponatière ;
- le théâtre « La Rampe » ;

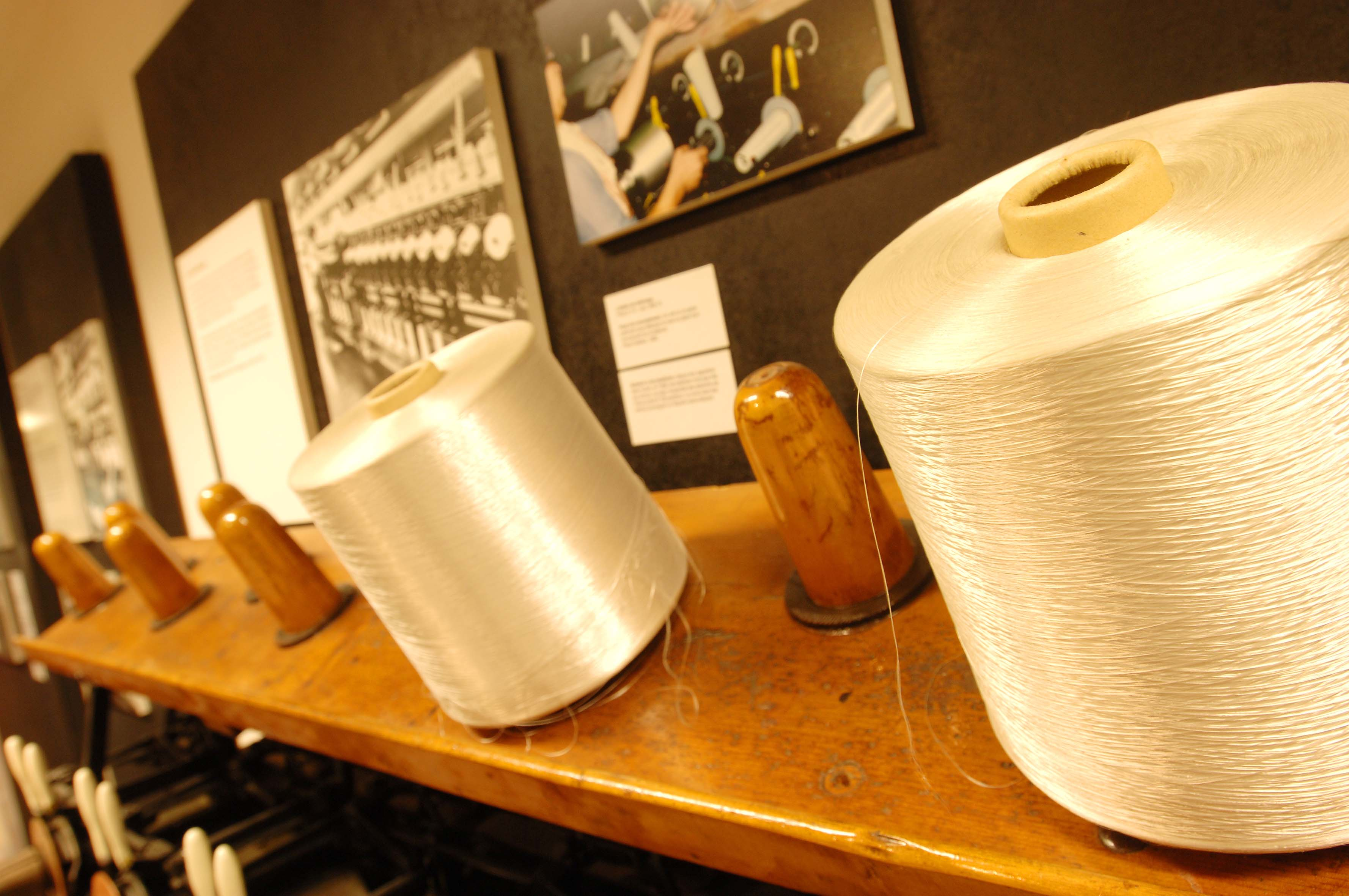
Le musée de la viscose.

- les bibliothèques Pablo Neruda et La Ponatière ;
- le cinéma multiplex Pathé ;
- les Moulins de Villancourt, lieu d'expositions temporaires ;
- le Dcap, Développement culturel arts et poésie ;
- la Maison des écrits propose des ateliers et des formations et elle développe des projets culturels autour de l'écrit ;
- le Centre du graphisme[70].

### Espaces verts et fleurissement
En mars 2017, la commune confirme le niveau « deux fleurs » au concours des villes et villages fleuris, ce label récompense le fleurissement de la commune au titre de l'année 2016.
En 2014, la commune avait obtenu « une fleur ».

### Personnalités liées à la commune

#### Personnes nées à Échirolles
- Calogero (chanteur, compositeur)
- Gérald Hustache-Mathieu (réalisateur)
- Mélissa Theuriau (journaliste)
- Raphaël Quenard (acteur)
- David Di Tommaso (footballeur)
- Julien Brellier (footballeur)
- Jonathan Tinhan (footballeur)
- Yoric Ravet (footballeur)
- Stéphane Biakolo (footballeur)
- Vincent Clerc (international de rugby à XV)
- Lucas Dupont (rugbyman)
- Thomas Jolmès (international de rugby à XV)
- Mickaël Capelli (rugbyman)
- Laure Pequegnot (skieuse alpine)
- Sandrine Aubert (skieuse alpine)
- Irene Curtoni (skieuse alpine italienne)
- Guilbaut Colas (skieur acrobatique)
- Sophie Rodriguez (Snowboardeuse)
- Jérémy Jouve (guitariste classique)
- Kevin Aymoz (patineur artistique)
- Nicolas Gontard (coureur motocycliste)
- Karim Beguir (entrepreneur)

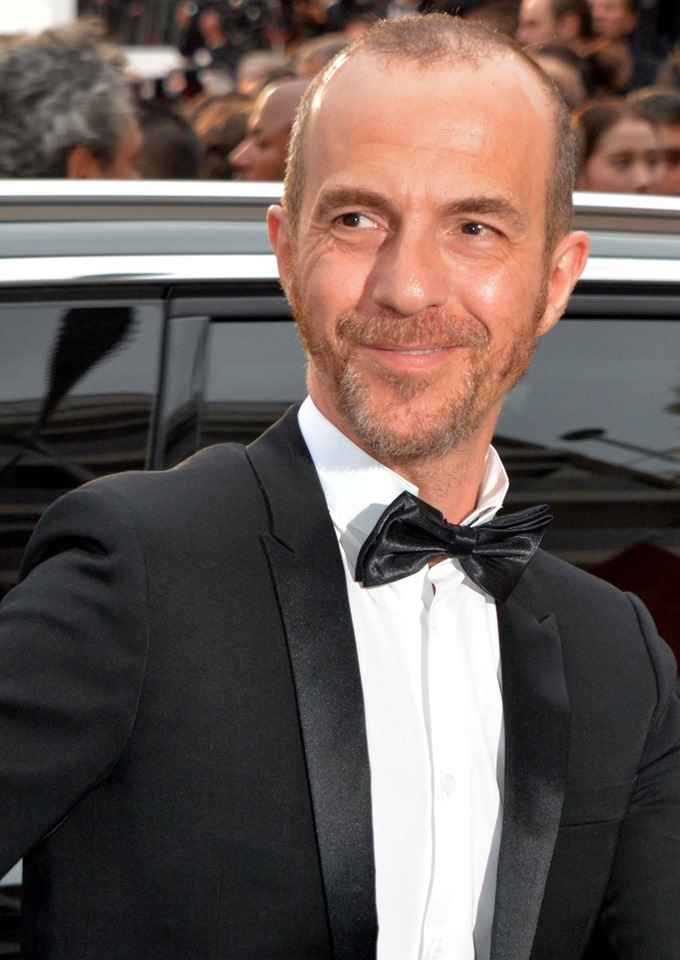
Calogero
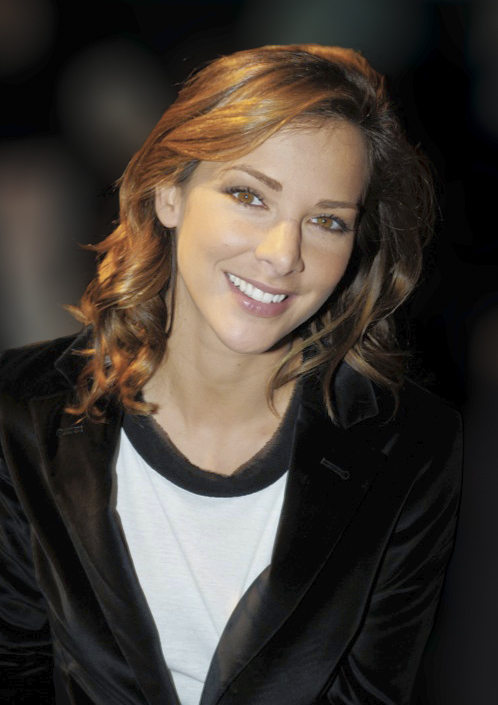
Mélissa Theuriau
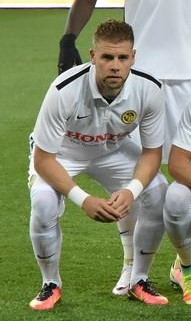
Yoric Ravet
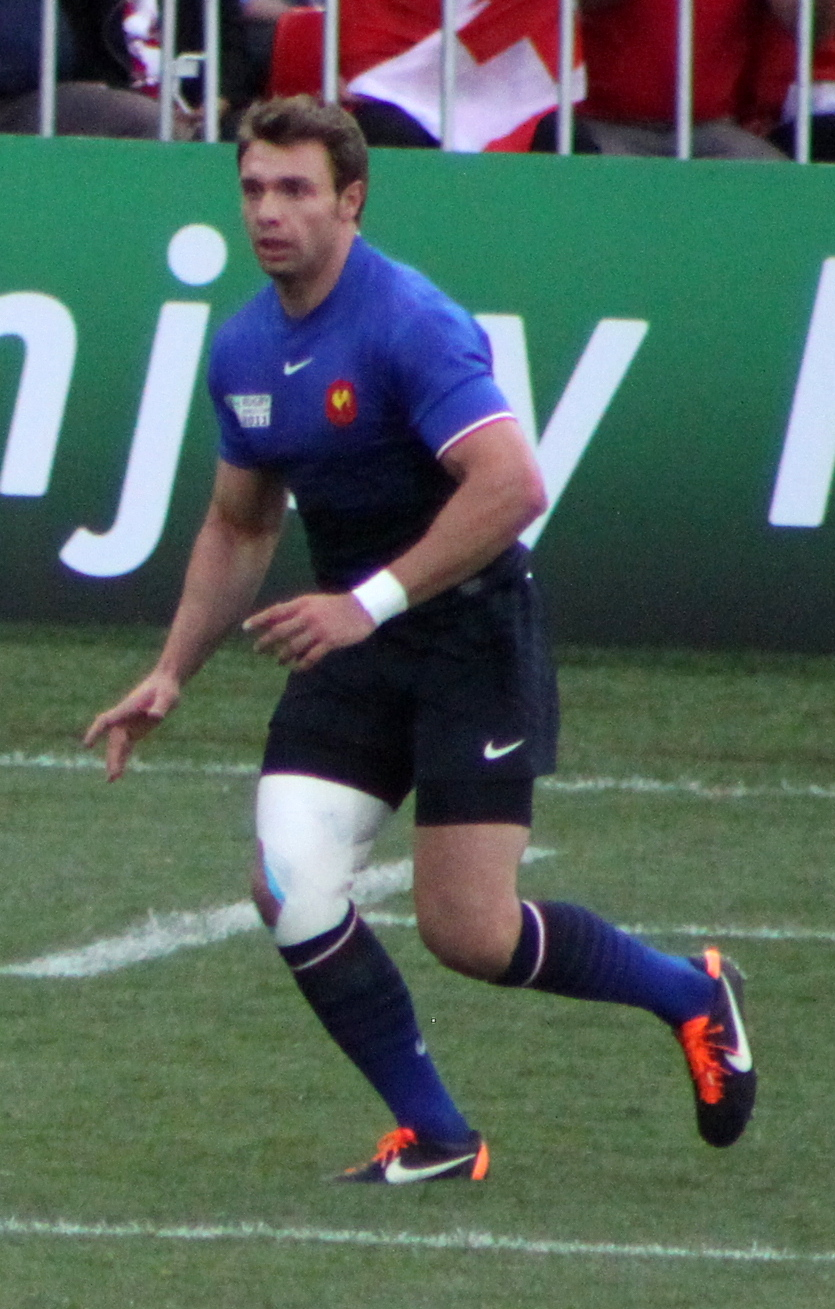
Vincent Clerc
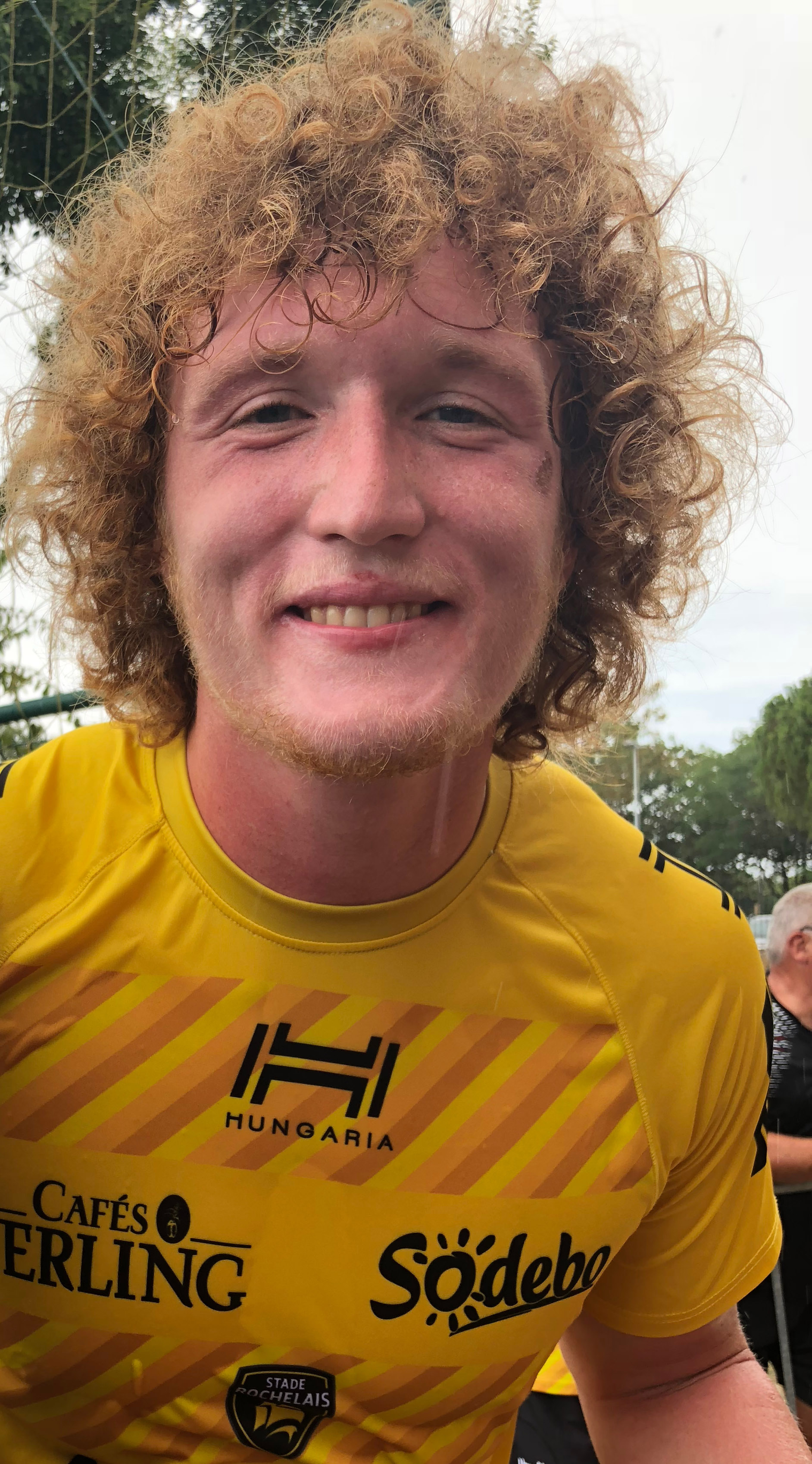
Thomas Jolmès
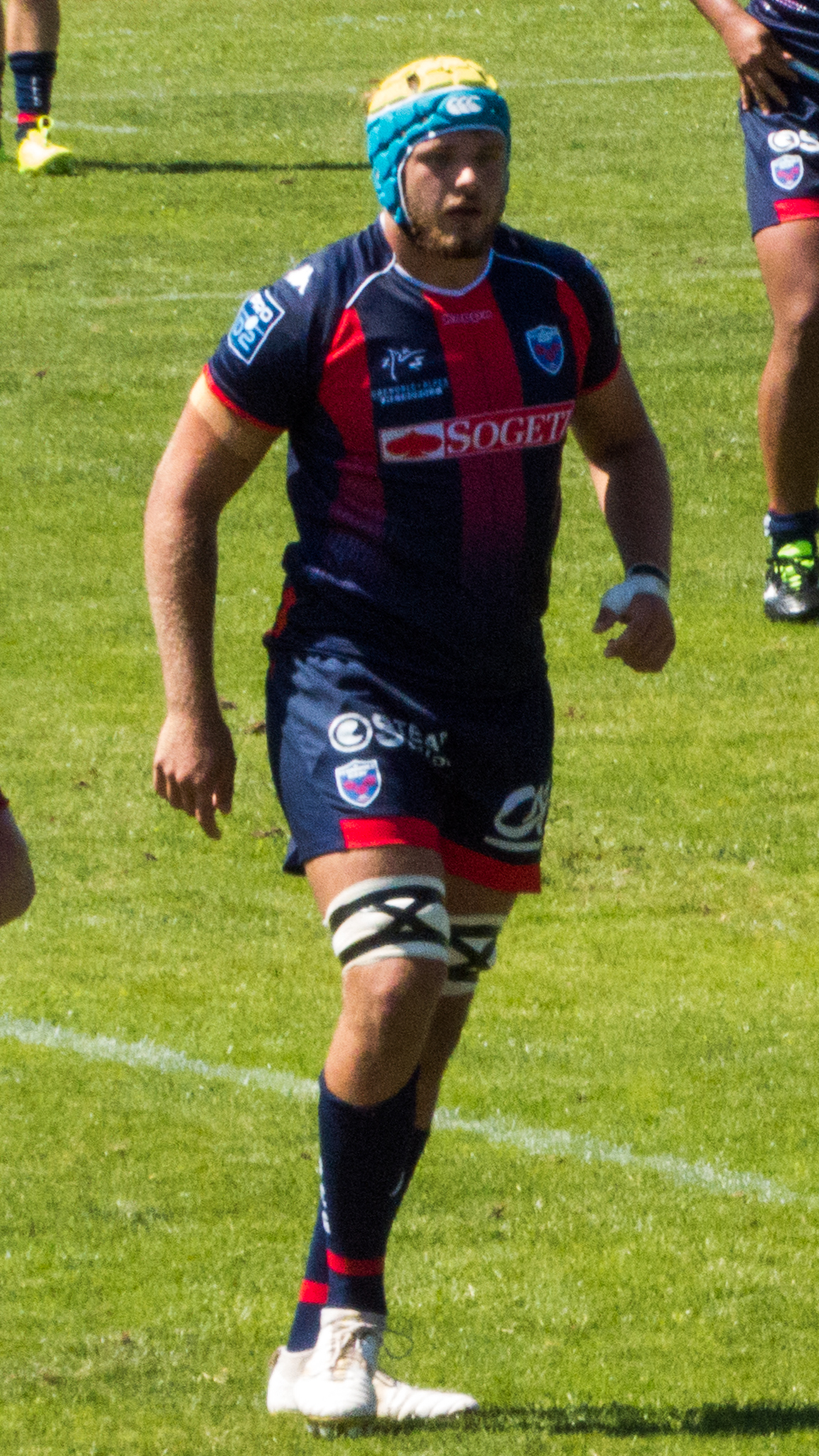
Mickaël Capelli

#### Personnes résidentes d'Échirolles
- Gaspard de Vallier (env. 1500 - 1568), Grand Maréchal de l'ordre des Chevaliers de Saint Jean de Jérusalem
- Sami Bouajila (acteur)
- Élisabeth Collot (1903-2016), doyenne des Français pendant 2 mois
- Kévin Noubissi et Sofiane Tadbirt  assassinés le 28 septembre 2012

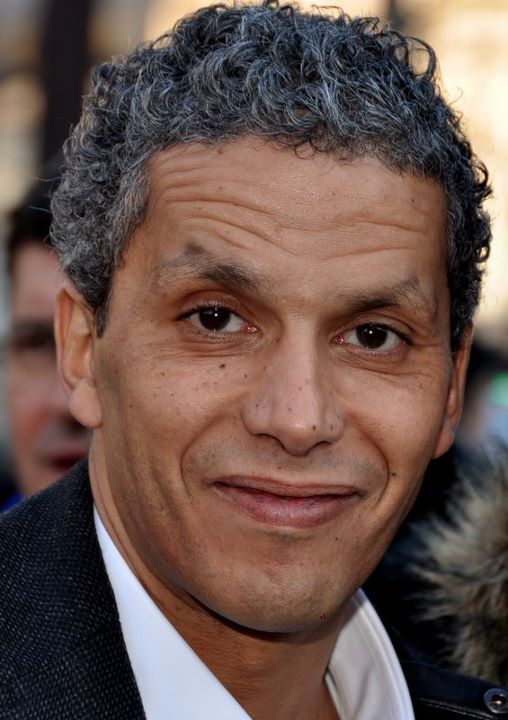
Sami Bouajila

#### Personnalités sportives
- Jean-Philippe Séchet (footballeur), a joué au Football Club d'Échirolles en jeunes
- Ali Lukunku (footballeur), a joué au Football Club d'Échirolles en jeunes
- Yannis Tafer (footballeur), a joué au Football Club d'Échirolles en jeunes
- Julien Puricelli (international de rugby à XV), a joué pour Échirolles en junior
- Romain Taofifénua (international de rugby à XV), a joué pour Échirolles en jeunes
- Sébastien Taofifénua (international de rugby à XV), a joué pour Échirolles en jeunes

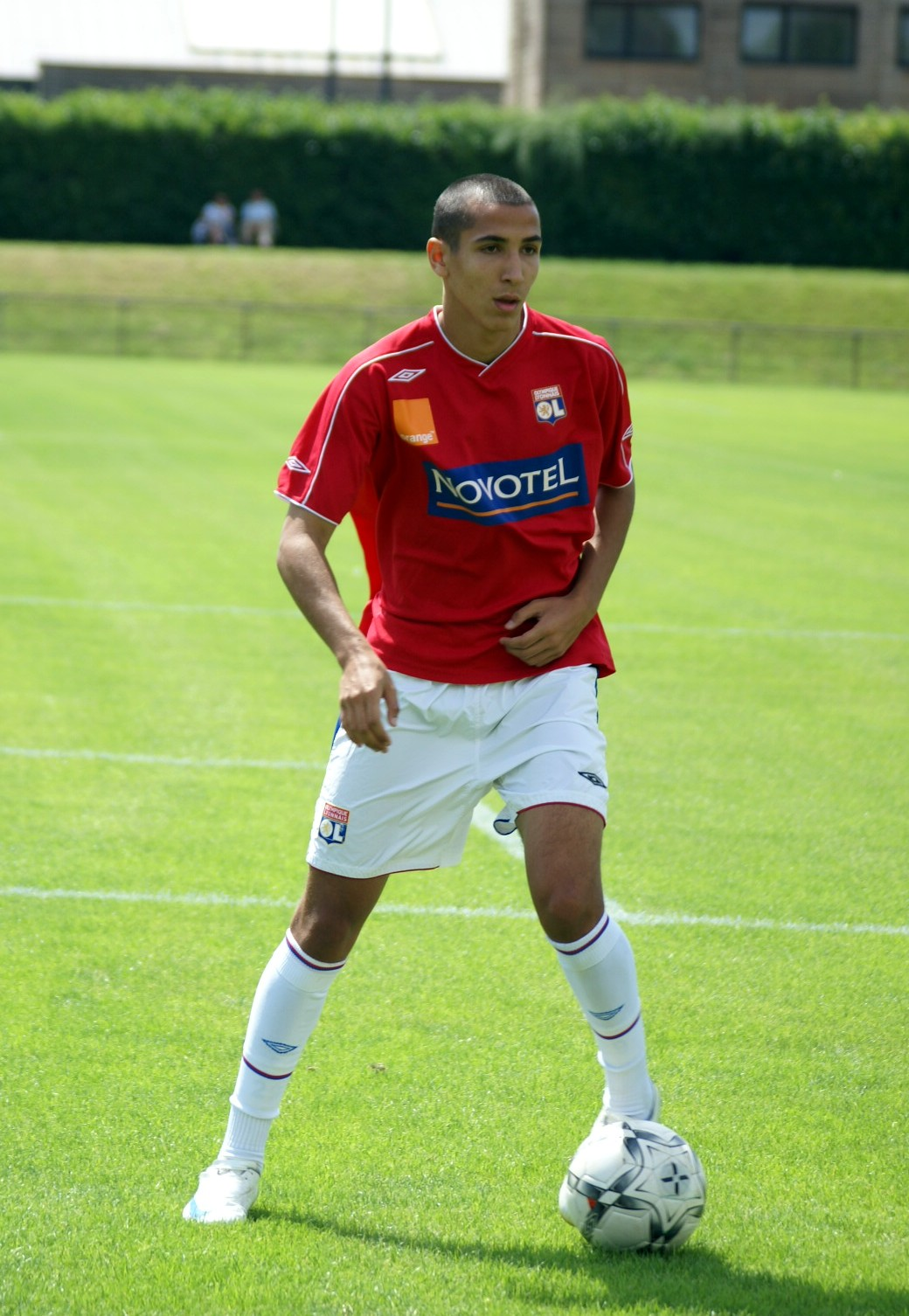
Yannis Tafer
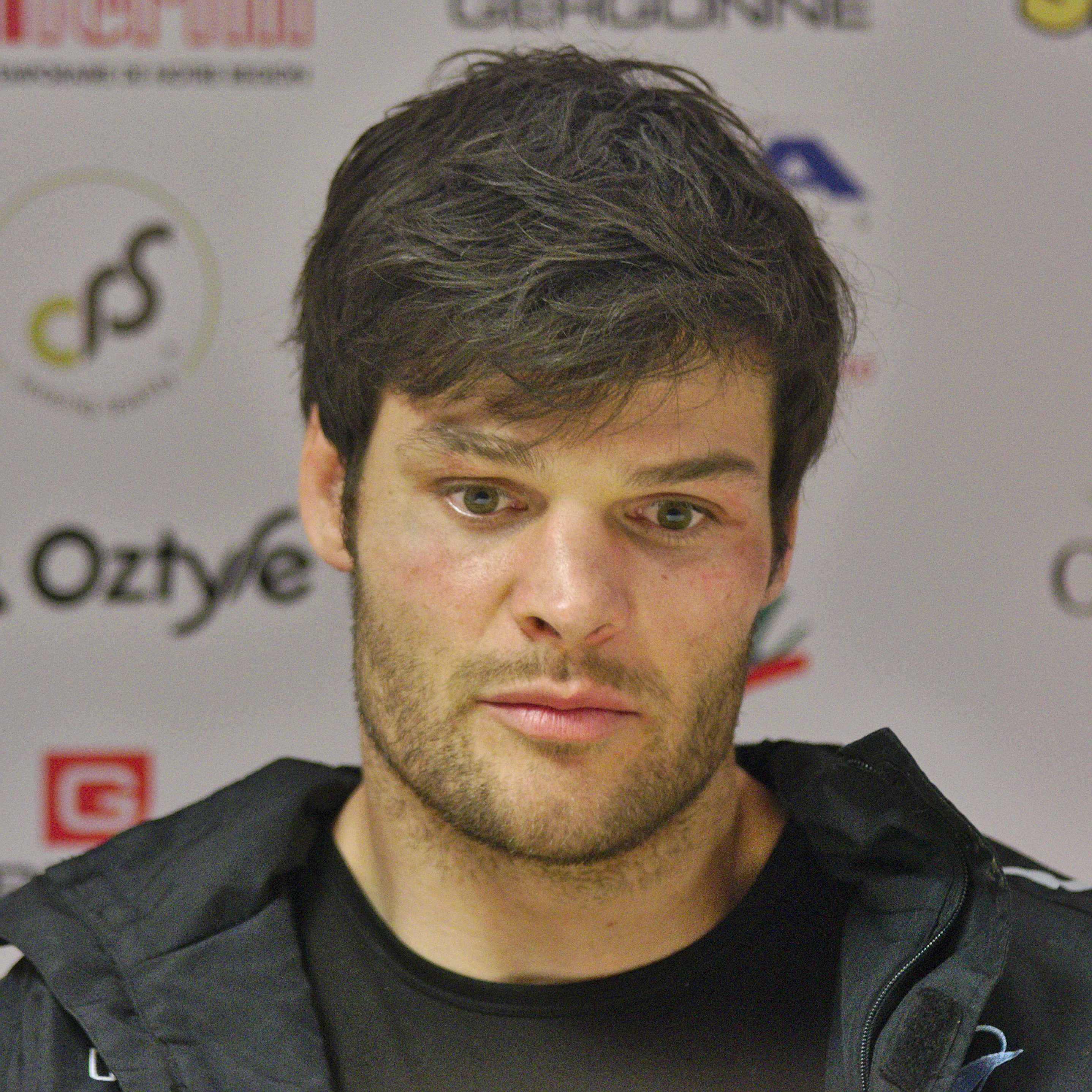
Julien Puricelli
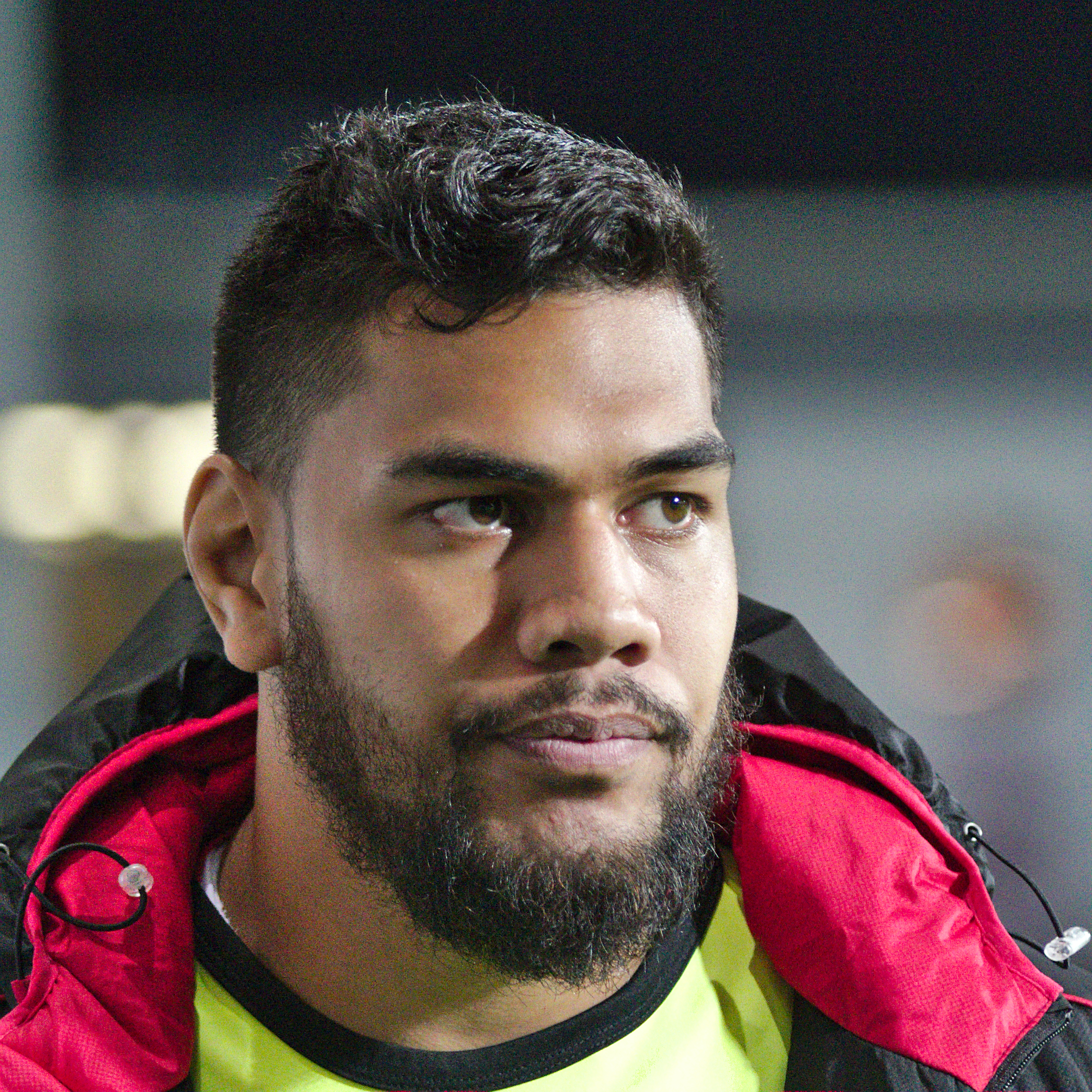
Romain Taofifénua
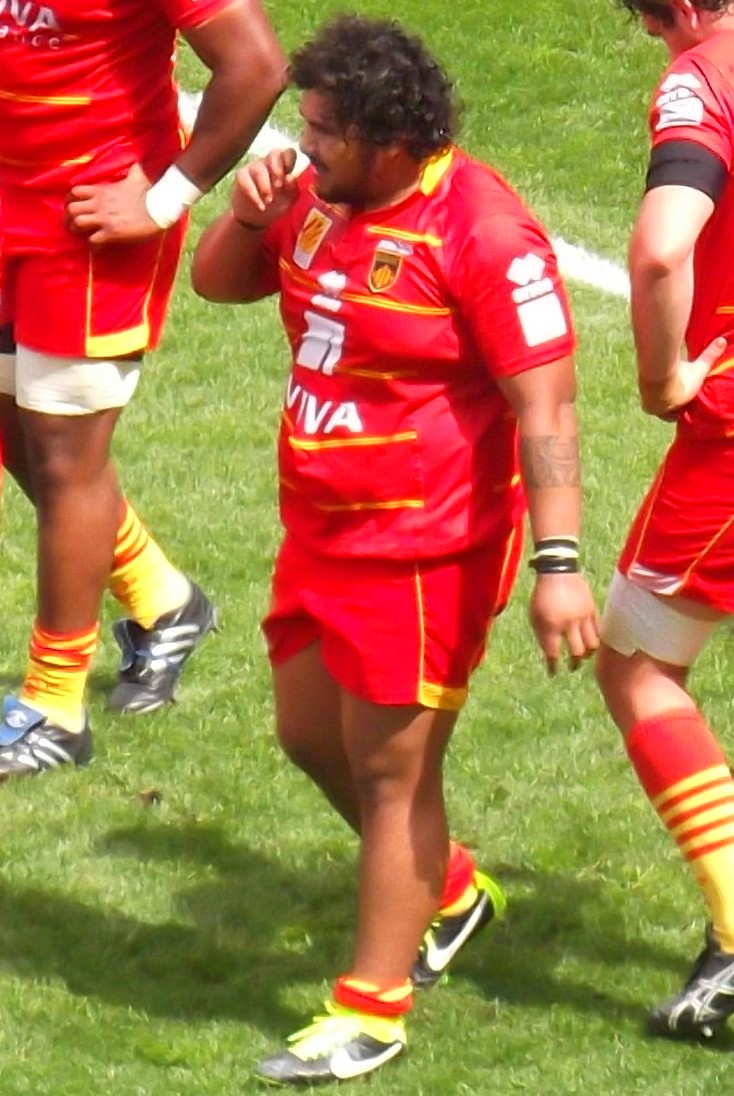
Sébastien Taofifénua

### Héraldique
| Blason de Échirolles | Blason  | Écartelé : au premier et au quatrième d'azur aux trois étoiles d'or disposées en 2 et 1, au deuxième et au troisième d'or à l'écureuil de gueules. |
| Blason de Échirolles | Détails | Le statut officiel du blason reste à déterminer.                                                                                                   |